# 아르투어 쇼펜하우어
아르투어 쇼펜하우어(독일어: Arthur Schopenhauer, 독일어 발음: [ˈaɐ̯tʊɐ̯ ˈʃoːpənˌhaʊ̯ɐ]) 1788년 2월 22일 ~ 1860년 9월 21일)는 독일의 철학자다. 쇼펜하우어는 자신이 칸트의 사상을 비판적으로 받아들였으며 칸트의 사상을 올바르게 계승했다고 확신했다. 당대의 인기 학자였던 헤겔, 피히테, 셸링 등에 대해서는 칸트의 사상을 왜곡하여 사이비이론을 펼친다며 비판했다. 쇼펜하우어가 박사학위 논문으로 쓴 <충족이유율의 네 겹의 뿌리에 관하여>는 철학(인식론)의 고전이 되었다. 20대의 젊은 나이 때부터 수년 간 <의지와 표상으로서의 세계>를 쓰기 시작하여 1818년에 출간하였다. 대학강의에서 헤겔과 충돌한 후 대학교수들의 파벌을 경멸하여 아무런 단체에도 얽매이지 않고 대학교 밖에서 줄곧 독자적인 연구활동을 지속하였다. 이후 자신의 철학이 자연과학의 증명과도 맞닿아 있음을 <자연에서의 의지에 관하여>라는 책에서 주장했다. 그 뒤에 윤리학에 대한 두 논문을 묶어 출판하였다. <의지와 표상으로서의 세계>가 출판된 지 26년이 지난 1844년에 개정판을 출간하였다. 이후 <여록과 보유>라는 인생 전반에 관한 수필이 담긴 책을 출간했고 이 책은 쇼펜하우어를 유명 인사로 만들었다.
쇼펜하우어는 1820년대에 동양학자 프리드리히 마이어(Friedrich Meyer)를 통해 힌두교와 불교에 관해 알게 되었다. 이 종교들의 핵심교리 속에 자신과 칸트가 도달한 결론과 같은 것이 있음을 깨닫게 되었다. 먼 과거의 동양 사상가들이 서양과는 전혀 다른 환경, 언어, 문화 속에서 근대적인 서양철학의 과제에 대해서 같은 결론을 말하고 있다고 생각했다. 이 발견을 쇼펜하우어는 글로 써서 남겼고 서양에서 최초로 동양철학의 세련된 점을 독자들에게 알려주었다. 쇼펜하우어는 서양철학과 동양철학 간의 유사성을 말한 철학자이자 자신이 무신론자임을 노골적으로 표명한 독창적인 철학자로 손꼽힌다. 19세기 말에 유행하여 많은 사상가들에게 영향을 끼쳤다.

## 연보
- 1788년 2월 22일 유럽의 항구 도시인 단치히에서 상인이었던 아버지 하인리히 플로리스 쇼펜하우어와 소설가인 어머니 요한나 쇼펜하우어의 장남으로 출생했다.
- 1793년(5세) 단치히가 프로이센에 합병되자 가족이 함부르크로 이주했다.

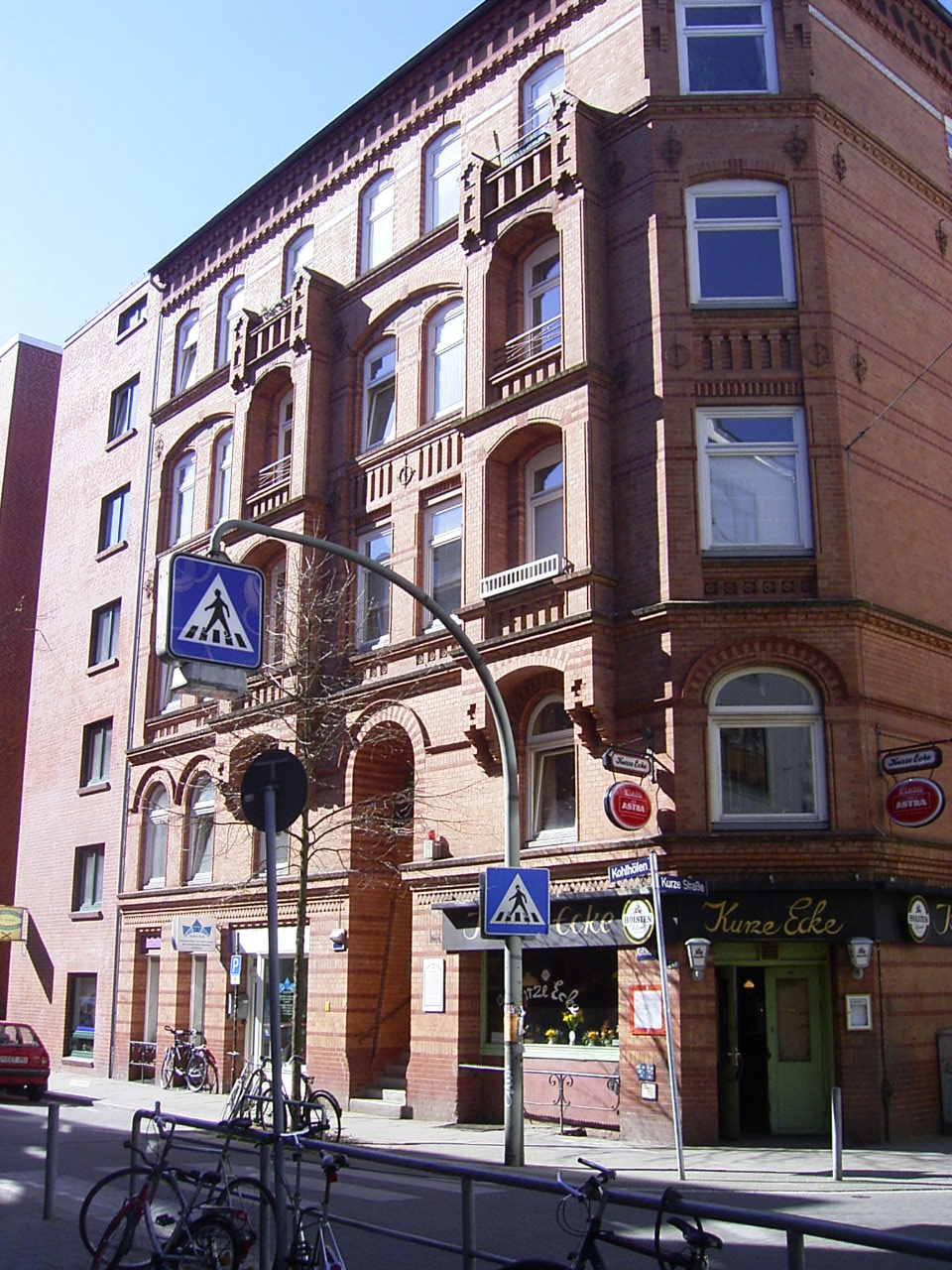
쇼펜하우어가 살았던 함부르크의 집.

- 1797년(9세) 여동생 아델레가 출생했다. 아버지가 프랑스 르아브르에 있는 친구 집에 쇼펜하우어를 맡겼고 여기서 쇼펜하우어는 2년 간 지내며 프랑스어를 익혔다. 아버지는 쇼펜하우어가 프랑스어를 확실히 익히길 원했고 결과에 만족스러워했다.
- 1799년(11세) 프랑스에서 돌아와 상인 양성기관인 룽게 박사의 사립학교에 입학했고 이곳에서 4년 간 공부했다. 아버지는 쇼펜하우어가 자신의 뒤를 이어 사업가가 되기를 희망했다.
- 1800년(12세) 아버지와 함께 하노버, 칼스바트, 프라하, 드레스덴을 여행했다.
- 1803년(15세) 상인이 되라는 아버지의 권유로 온 가족과 함께 유럽 여행을 했다. 이 여행은 상인이 되기 싫어하는 쇼펜하우어를 달래기 위한 것이었다. 런던에 도착하여 신부 랭카스터의 집에서 머물며 영어를 익혔다.
- 1804년(16세) 프랑스를 여행했으며 다시 스위스, 빈, 드레스덴, 베를린을 거쳐 돌아왔다. 쇼펜하우어는 여행 도중에 사색하며 많은 일기를 썼는데 진지한 고민이 많았다. 단치히에서 상인 실습을 시작했으나 무관심했다. 이 시기에는 아버지의 서재에 드나들며 문학, 수학, 역사 등을 독학했다.
- 1805년(17세) 아버지가 창고 통풍창에서 떨어져 사망했다. 자살한 걸로 추정됨.
- 1806년(18세) 아버지 사망 후, 가족이 바이마르로 이주했다. 쇼펜하우어만 함부르크에 남아서 상인 실습을 지속했다. 쇼펜하우어는 몰래 근무지를 이탈하여 골상학으로 유명한 프란츠 요제프 갈의 공개강연을 들으러 가기도 했고 아버지의 희망대로 상인이 될 생각은 없었다.
- 1807년(19세) 어머니의 권유로 상인 실습을 중단한 후에 고타에 있는 김나지움에 입학했다. 라틴어와 그리스어를 엄청난 열정으로 학습했다. 고전어를 가르친 교사들은 쇼펜하우어가 미래에 뛰어난 고전학자가 될 것이라고 칭찬했다. 쇼펜하우어는 1년도 못가 김나지움을 자퇴했다.

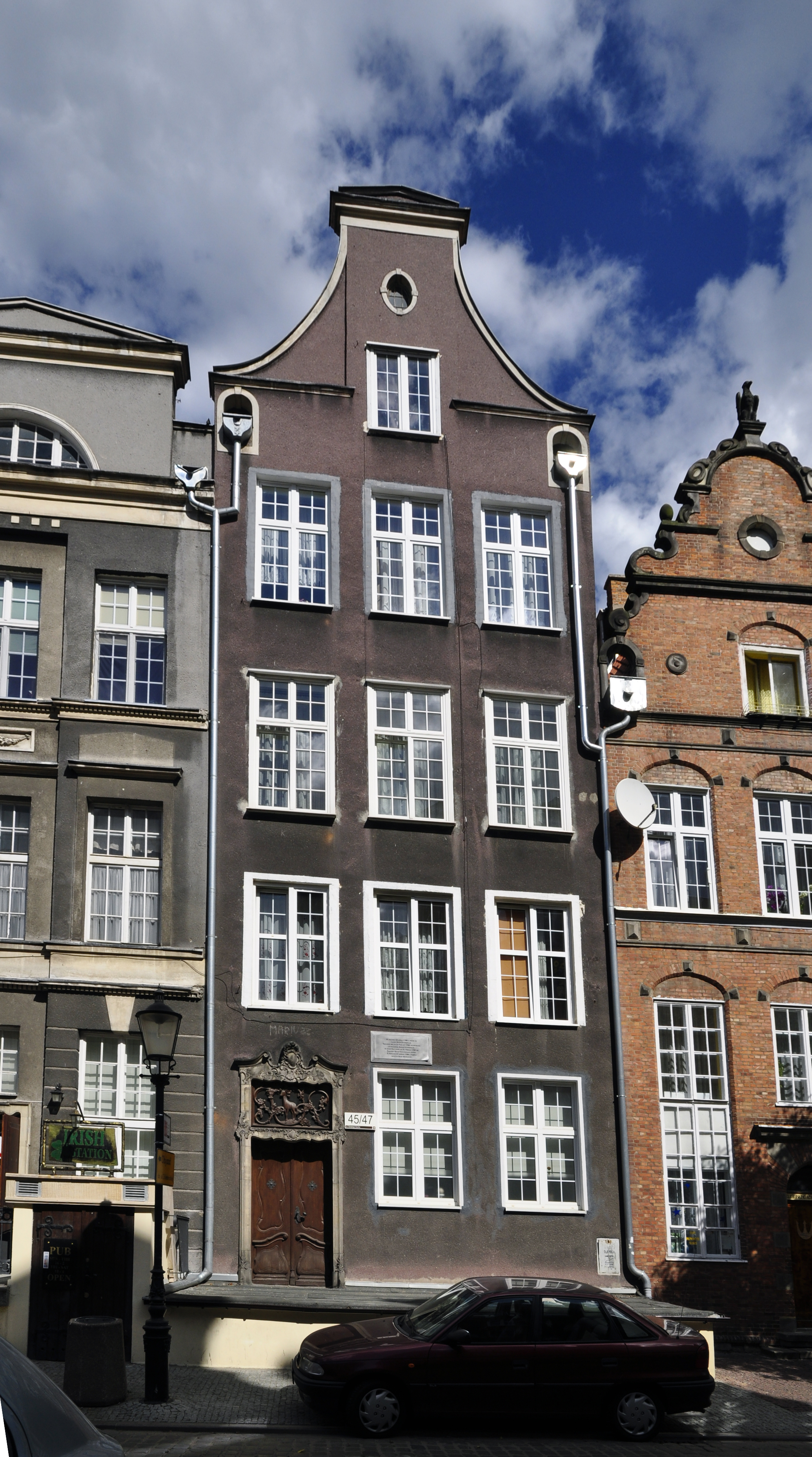
폴란드 그단스크(옛 단치히) 쇼펜하우어의 생가.

- 1808년(20세) 쇼펜하우어는 에르푸르트를 방문했다. 마침 프랑스 황제 보나파르트 나폴레옹이 국제회담에 참석하기 위해 머물고 있었다. 어느 극장에서 나폴레옹이 주최한 연극들이 공연되었는데 쇼펜하우어는 관람할 기회를 얻었다. 연극이 시작되기 전에는 나폴레옹에게 욕설을 해대더니 연극이 끝난 후에는 나폴레옹에게 극찬을 해대느라 호들갑떠는 여성관객들(지위 높은 귀족여성들)을 쇼펜하우어는 신랄하게 비난했다.
- 1809년(21세) 괴팅겐대학교 의학부에 입학함. 한 학기 동안 의학을 공부했지만 철학에 더 흥미를 두었다. 대학에서 화학, 물리학, 천문학, 수학, 언어학, 법학, 역사 등 여러 강의에 적극 참여해서 공부함. 집에 돌아와서도 사색하며 꼼꼼히 공부하기도 했다. 쇼펜하우어는 학교의 몇몇 천박한 교수들의 강의보다도 이미 죽고없는 과거의 위인들이 남긴 작품들이 더 가치있을 때가 많다고 생각했다. 강의에 대한 개인적인 감상문과 논평을 많이 썼으며 몇몇 교수들의 의견을 비판하고 논리적으로 박살내려는 발언을 서슴지 않았다. 쇼펜하우어는 자신이 습득한 당대의 자연과학적인 지식을 토대로 철학적인 생각을 하는 것을 자랑스러워했다.
- 1810년(22세) 철학자인 고틀로프 에른스트 슐체(Gottlob Ernst Schulze)의 강의를 들었다. 슐체에게 특히 플라톤과 칸트를 깊이 연구해보라는 조언을 들었다. 스승 슐체의 진지한 조언은 쇼펜하우어에게 큰 영향을 끼침.
- 1811년(23세) 어머니가 당시 독일 문학계의 거장인 크리스토프 빌란트에게 쇼펜하우어가 철학 전공을 못하도록 설득해줄 것을 부탁함. 78세인 빌란트는 23세의 쇼펜하우어와 만나서 설득은커녕 쇼펜하우어의 태도에 감명받아 자상한 조언과 격려를 해주었다. 결국 쇼펜하우어는 제대로 철학을 공부하기로 결심함. 가을에 베를린대학교 (현 베를린 훔볼트 대학교)로 전학했다. 베를린대학에서는 동물학, 지리학, 천문학, 생리학, 시학, 어류학, 식물학, 조류학 등 여러 강의를 들음. 피히테의 강의를 열심히 들었다. 당대의 유명 학자였던 셸링, 피히테의 사상을 공부했으나 회의를 품고 이들을 혐오하게 되었으며 후에 자신의 저서에서 이를 대놓고 드러내었고 일기에도 비판하는 글을 썼다. 특히 피히테에 대해서는 "대중 앞에서 웅변을 토해내며 진지한 표정으로 심오한 사상가인 척하는 사기꾼" 정도로 평가했다. 반면에 스승과 제자로서 서로 잘 통한 일도 있었는데 바로 고전학자 프리드리히 아우구스트 볼프의 강의였다. 볼프가 주도하는 고대 그리스 역사와 철학 강의에 쇼펜하우어는 존경심을 표했다.
- 1812년(24세) 플라톤, 임마누엘 칸트 등 여러 사상가를 본격적으로 탐구함. 베이컨, 존 로크, 데이비드 흄 등의 영국 사상가를 깊이 탐구함. 슐라이어마허의 강의를 열심히 들었지만 매우 실망하고 말았다.
- 1813년(25세) 오스트리아, 프로이센, 러시아 연합군과 프랑스 나폴레옹 군대 사이에 전쟁이 재발했다. 쇼펜하우어는 베를린을 떠나서 루돌슈타트에서 학위 논문인 <충족 이유율의 네 겹의 뿌리에 관하여>를 완성했다. 이 책은 쇼펜하우어 사상의 기초가 되는 책이다. 이 논문을 예나의 튀링겐 주립대학교에 제출하여 철학 박사학위를 얻었다. 요한 볼프강 폰 괴테에게 자신의 박사학위 논문을 증정했다. 괴테는 이 논문을 보고나서부터 쇼펜하우어를 제대로 지지하였다. 수개월 동안 괴테와 교제하며 색채론에 관해서 연구하고 토론했고 괴테는 연구에 필요한 지원을 많이 해주었다. 괴테는 가끔 쇼펜하우어를 자기 집에 초대해 다양한 주제를 놓고 대화를 나누었다. 바이마르의 공공도서관에서 아시아 관련 잡지를 읽고 탐구하기 시작했다.
- 1814년(26세) 바이마르의 공공도서관에서 <우파니샤드>의 라틴어 번역본 <우프네카트>를 읽고 탐구했다. 어머니와 쇼펜하우어는 심각한 갈등을 겪었고 이 일 이후로 다시는 만나지 않았으나 편지교류는 가끔했다.
- 1816년(28세) 괴테와 색채론에 관해 교류하여 얻은 결실인 <시각과 색채에 관하여>가 발표되었다. 이 논문에서 쇼펜하우어는 자신의 실험을 토대로 뉴턴의 색채론과 괴테의 색채론을 비판하기도 했다. 괴테는 제자에게 비판받은 이 일을 베를린의 친구 슐츠에게 편지로 알렸고 약간 언짢았으나 쇼펜하우어를 대견스러워했다.
- 1818년(30세) 일생의 역작 <의지와 표상으로서의 세계>를 완성했다. 자신의 책이 역사적 의의가 있다는 것을 확신하던 쇼펜하우어는 1년 동안 100권밖에 팔리지 않자 자신의 책을 몰라보고 무시하는 태도를 취하는 동시대 교수들에 대한 증오심이 차올랐다. 쇼펜하우어는 괴테의 며느리(오틸리에)와 친분이 있던 자기 여동생의 편지를 통해 괴테가 이 책을 만족스럽게 읽었다는 것을 알았다. 괴테는 쇼펜하우어를 직접적으로 칭찬하지는 않았다. 책 출판을 기념삼아 이탈리아로 여행했다. 1819년 봄에는 나폴리를 방문했다. 나폴리에서는 영국 청년들과 교류했다. 쇼펜하우어는 영국을 평생 동안 동경했으며 영국인들조차 쇼펜하우어가 영국인인 줄 알 정도로 완벽한 영어발음을 구사했다. 어머니가 파산위기에 처하자 속히 귀국하여 도와주웠으나 어머니는 쇼펜하우어의 충고를 무시하다가 낭패를 겪고 말았다.
- 1819년(31세) 베를린대학교 (현 베를린 훔볼트 대학교)에 강사직을 지원했다. 헤겔의 강의 시간과 같은 시간에 강의할 것을 희망했다.
- 1820년(32세) 채용 여부가 결정되는 시범 강의에서 통과함. 당시 50살이었던 노련한 헤겔이 쇼펜하우어와 강의 중에 약간 논쟁했다. 강의 계획은 1820~1822, 1826~1831년까지 수립돼 있었지만 인기가 없어서 한 학기만에 끝남. 이후 쇼펜하우어는 자신의 저서 곳곳에서 헤겔, 피히테같은 강단학자에 대한 불만을 표출했고 몽상적인 이론을 퍼트려서 대중을 속여먹는 저열한 사기꾼, 대중들의 두뇌를 해치는 넌센스 삼류작가, '철저히 무능하고 간사한 대학교수 패거리'의 두목이라며 비난했다. 예를 들면 쇼펜하우어는 자기 책에서 독일 젊은이들과 자기 세대 사람들이 헤겔의 이론을 공부하느라 두뇌를 손상시켰고 인생을 허비했다며 매우 한탄하고 있다. 더군다나 헤겔의 이론은 당대의 지배이념으로 군림하며 정치에도 영향을 주고 있었다. 결국 쇼펜하우어는 철학이라는 것을 대학교에서 강의한다는 것 자체가 부적합하다고 여겼고 교수들의 파벌 자체를 증오했다.[4]
- 1822년(34세) 이탈리아로 여행했다. 이탈리아의 문화, 예술, 환경을 경험하고 이에 대해서 배우고 기록했다.
- 1823년(35세) 여행을 마치고 독일로 돌아옴. 여러 질병과 청각장애를 겪었는데 가장 울적한 시기를 보냈다. 뮌헨에서 겨울을 보냈다.
- 1824년(36세) 가슈타인(스위스), 만하임, 드레스덴에서 체류함. 쇼펜하우어는 "멀쩡히 잘 걷는다는 사실만으로 나와 수준이 대등하다고 여기는 인간들과 가급적 사귀지 않기로 결심했다"고 일기에 쓰며 고독한 심정을 드러냈다. 겨울에 데이비드 흄의 <종교의 자연사>와 <자연종교에 관한 대화> 등을 번역할 계획이었으나 도와줄 출판사를 구하지 못하고 말았다. <의지와 표상으로서의 세계>에 대한 악평이 좀 나오기도 했으나 작가 장 파울은 호평했다.
- 1825년(37세) 베를린으로 돌아와 우울한 나날 속에서 스페인어를 열심히 학습해나갔다. 번역가로서 스페인어책을 번역하기도 함. 언어능력만큼은 나날이 좋아졌는데 예전에 익힌 그리스어, 라틴어, 프랑스어, 영어, 이탈리아어 외에 스페인어에도 매우 익숙해졌다.
- 1831년(43세) 이 해에 콜레라가 베를린에 퍼지자, 베를린을 떠나서 프랑크푸르트로 이주하여 여생을 보냈다.
- 1833년(45세) 프랑크푸르트에 제대로 정착함. 유행이 지난 옷을 항상 입고 다녔으며 애완견을 데리고 정해진 시간에 산책을 했고 혼잣말로 이상한 소리를 하기도 하여 프랑크푸르트 주민들의 희한한 구경거리가 됨. 쇼펜하우어의 저서가 사람들의 관심을 받고 서서히 알려지기 시작. 쇼펜하우어는 꼭 필요한 경우를 제외하고는 집밖에 나돌아다니지 않기로 결심했다. 이 쯤에 쇼펜하우어는 여동생과 어머니와 편지교류를 했고 작품활동으로 나날을 보내던 어머니는 아들을 걱정하는 편지를 보냈다.
- 1835년(47세) 프랑크푸르트에서는 세상을 떠난 괴테를 위해 기념비 건립 계획을 세웠다. 쇼펜하우어는 당국에 괴테 기념비에 관한 건의서를 제출했다. 인류를 위해 온몸으로 활동한 정치인들, 군인들, 개혁자들같은 위인들을 기념하려면 전신상으로 해야하지만 머리를 써서 기여한 문학가, 철학자, 과학자들을 기념하려면 흉상을 제작하는 것이 좋다는 주장이었다. 하지만 이 의견은 받아들여지지 않았다. 완성된 괴테의 전신상 기념비는 매우 볼품없었고 훗날 미술사학자 프란츠는 이 기념비에 대해 '국가적 재앙'이라는 혹평을 내렸다.
- 1836년(48세) 자연과학이 증명해낸 것과 자신의 학설이 일치한다는 생각을 반영한 <자연에서의 의지에 관하여>를 출판. 매우 꾸준히 학문에 매진했다.
- 1837년(49세) 쇼펜하우어는 <순수이성비판> A판(1판)을 B(2판)판보다 중시하여 칸트전집 출판에 개입했다. 칸트전집 출판에 관여한 로젠크란츠 교수는 쇼펜하우어의 건의사항을 받아들여 1판 원고를 실어 출판했다. 노르웨이 왕립 학술원의 현상논문 모집에 응모하기로 결정함.
- 1838년(50세) 모친 요한나 쇼펜하우어가 72살의 나이로 사망함. 덴마크 왕립 학술원의 현상논문 모집 공고를 보고 응모하기로 결정함.
- 1839년(51세) 현상논문 <인간의지의 자유에 관하여>를 가지고 노르웨이 왕립 학술원으로부터 수상함.
- 1840년(52세) 현상논문 <도덕의 기초에 관하여>를 가지고 덴마크 왕립 학술원에 단독으로 지원했지만, 학술원은 '이 시대의 대단한 철학자들'인 헤겔, 피히테 등을 비난했다는 등의 이유로 부당한 판정을 했고 수상하지 못함. 이후 쇼펜하우어는 '하찮은 판정'이라 취급했고 이 판정에 반론하는 글을 추가하여 책으로 출판했다. 헤겔을 심각하게 비난한 것은 인정하지만 헤겔이 '대단한' 철학자라는 것은 인정하지 못한다고 주장했다.
- 1841년(53세) 두 현상논문을 묶어서 <윤리학의 두 가지 근본문제>를 출판함.
- 1842년(54세) 여동생 아델레를 20년만에 만남.
- 1844년(56세) <의지와 표상으로서의 세계> 제2판이 완성됨. 제1판의 재판과 함께 출판함.
- 1845년(57세) <여록과 보유>[Parerga und Paralipomena]를 쓰기 시작함.
- 1846년(58세) 율리우스 프라우엔슈타트가 쇼펜하우어를 만나 제자로 지냈는데 이 사람은 쇼펜하우어의 열혈 추종자다. 특히 법조인들이 열혈팬이 되었는데 이들은 <관념론의 잘못된 근거>에 "세계가 후회의 눈물을 떨구며 다시 한번 쇼펜하우어의 이름을 새길 날이 올 것"라고 썼다. 쇼펜하우어는 판사 요하네스 베카라는 사람이 자신의 사상을 깊이 이해하고 있으나 그것을 글로 쓰지 않았다며 아쉬운 마음을 드러냄.
- 1847년(59세) <충족이유율의 네 겹의 뿌리에 관하여>의 개정판을 출간. 이 책에서 번역을 비판하며 가급적 해설서도 참고하지말고 그 나라 언어를 배워서 원서를 볼 것을 강조한다.
- 1849년(61세) 여동생을 마지막으로 만남. 여동생 아델레가 사망함.
- 1851년(63세) <의지와 표상으로서의 세계>의 '부록'이라 할 수 있는 <여록과 보유>(Parerga und Paralipomena)를 수 년간 집필한 끝에 출간함. 출판사의 암울한 예상과는 달리 이 작품은 얼마못가 쇼펜하우어의 책들 중에서 가장 인기를 끌었고 많이 팔려나갔다. 특히 쇼펜하우어는 젊은 독자들을 염두에 두고 이 책을 썼다.
- 1853년(65세) 영국의 독일어책 번역가인 존 옥센포드가 쇼펜하우어의 사상을 '웨스트 민스터 리뷰'에 소개하여 최초로 영국에 쇼펜하우어를 알림. 독일의 여성 언론인 린트나가 이를 다시 독일어로 번역하여 베를린의 포스신문에 발표하였다.
- 1854년(66세) <자연에서의 의지에 관하여> 개정판을 출간. 이 책에서도 쇼펜하우어는 헤겔과 헤겔의 '교수 파벌' 때문에 독일 철학계가 오염되었다고 엄청난 비판을 하며 대학교에서 철학을 배우려는 것은 인생낭비에 불과하니 자신의 사상과 칸트의 사상을 공부하라는 충고를 한다. 이 때의 심정을 이렇게 표현했다. "지난 40여년 간 독일에서 철학이라는 이름으로 행해진 사기극을 사람들이 눈치챘고 앞으로도 계속 그럴 것이다. 칸트 이후에 등장한 간사한 사기꾼들이 써낸 철학서적들과 한심한 논쟁들을 통해 하나의 진리라도 밝혀졌는지가 드러날 것이다" 쇼펜하우어가 가장 하찮은 철학교수라 불렀던 셸링이 사망했다. 리하르트 바그너가 쇼펜하우어에게 '니벨룽겐의 반지'의 헌정본을 보냈다. 쇼펜하우어가 바그너를 알게 됨. 바그너는 쇼펜하우어에게 혹평을 받고 냉대받았으나 개의치 않고 기뻐했다.
- 1855년(67세) 라이프치히 대학의 철학과가 '쇼펜하우어 철학 원리에 대한 해명과 비판'이라는 현상 과제를 제시함. 여러 대학에서 쇼펜하우어의 사상 관련 강의가 개설되기 시작함.
- 1857년(69세) 쇼펜하우어에 대한 강의가 본대학교와 브레슬라우대학교에 개설됨. 쇼펜하우어의 몇몇 책이 영국, 프랑스에 번역됨. 쇼펜하우어는 이 시절의 심정을 시적으로 이렇게 표현했다. "나는 이제 여정의 목적지에 지쳐 서 있다. 지친 머리는 월계관을 쓰고 있기도 힘들구나. 그래도 내가 했던 일을 기쁘게 돌아보는 것은 누가 뭐라 하든 흔들리지 않았기 때문이라" 프리드리히 니체는 1888년에 이 시에 대해 이런 말을 남겼다. "그가 가르친 것은 지나갔으나 그가 살았던 것은 남으리라. 이 사람을 보라. 그는 누구에게도 굴복하지 않았노라" 프랑크푸르트의 어느 박람회를 구경했다. 유럽에는 매우 드문 오랑우탄 한 마리가 전시되었다. 자주 찾아가서 관찰했으나 관찰할 기회를 너무 늦게 만났다며 한탄했다. 쇼펜하우어는 자신의 친구들에게 오랑우탄을 볼 기회를 꼭 잡으라고 촉구했다.
- 1858년(70세) 쇼펜하우어 70살 생일 파티가 열렸고 신문 기사에도 생일파티 소식이 실렸다. 유럽 각지에서 쇼펜하우어를 만나기 위해 손님들이 찾아왔다. 베를린 왕립학술원에서 쇼펜하우어를 뒤늦게 회원으로 추대하고자 했지만 쇼펜하우어는 나이가 많다는 등의 이유로 거절했다.
- 1859년(71세) <의지와 표상으로서의 세계> 제3판이 출간됨.
- 1860년(72세) 9월 21일 금요일 아침, 폐렴 증상을 겪었고 프랑크푸르트 자택에서 사망했다.[5]

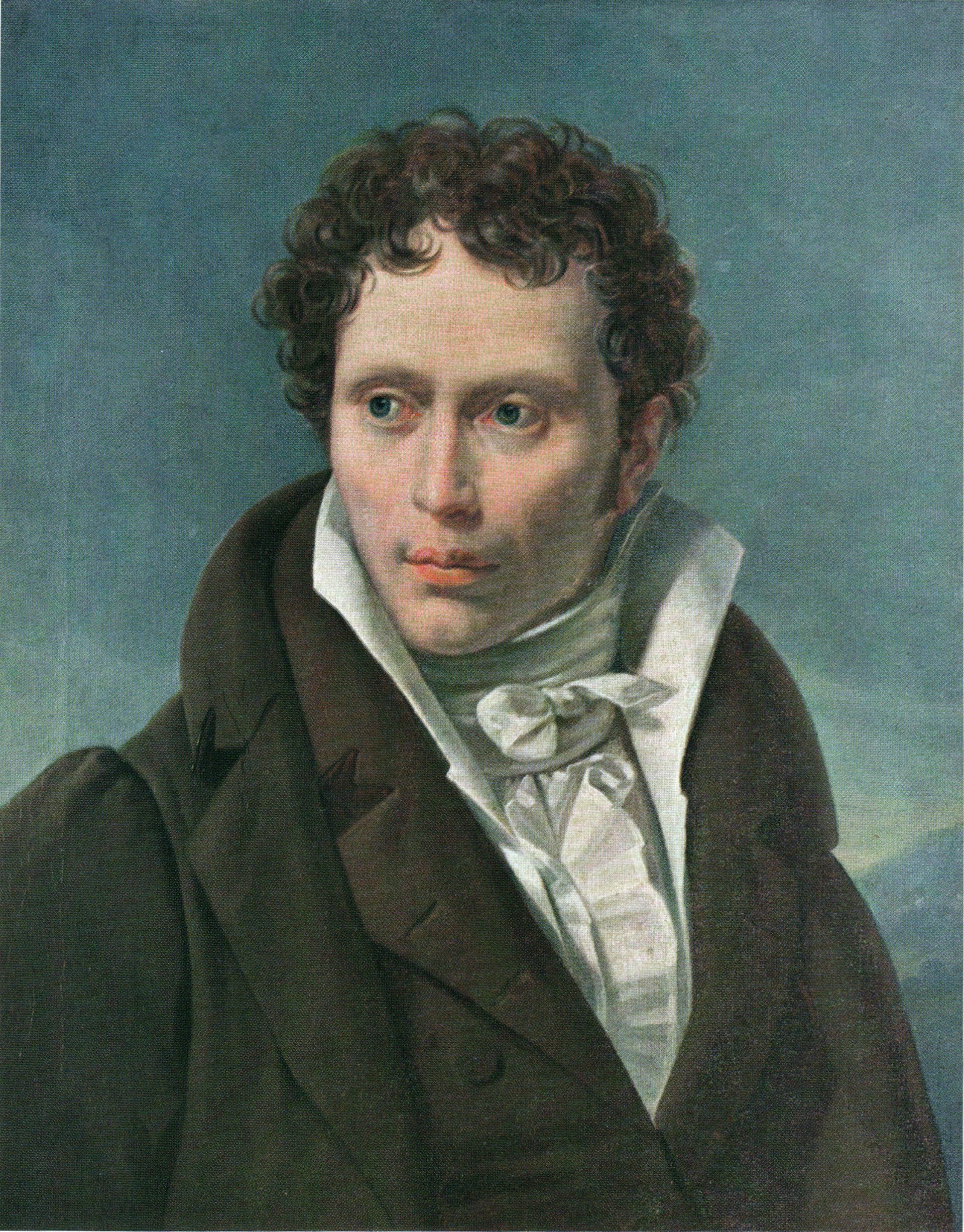
1815년 청년기의 쇼펜하우어

## 인식론

### 충족이유율
쇼펜하우어는 자신의 철학논문에서 모든 학문의 기초인 충족이유율(충분근거율이라고도 불린다)의 종류가 구분되어야 한다는 것을 강조한다. 우선 쇼펜하우어는 옛 철학자들이 인식이유와 원인을 혼동했다는 사실을 지적한다. 특히 그는 이 혼동을 데카르트와 스피노자가 의도적으로 범했는지 상세히 설명한다. 데카르트는 원인이 요구되는 곳에 인식이유를 밀어넣어서 신의 현존에 대한 존재론적 증명의 길을 만들었고, 스피노자는 이 혼동을 범신론의 기초로 삼았다는 것이다. 그리고 라이프니츠는 충족이유율이 모든 학문의 핵심원칙이라는 것을 최초로 제시했지만, 이유율의 두가지 의미를 분명히 설명하지 않았다는 것이다. 이 두 이유율의 차이를 처음으로 설명한 것은 크리스티안 볼프다. 그러나 볼프는 인식의 충족이유율과 원인작용의 충족이유율의 차이를 명백히 규정하지는 않았다. 칸트가 "모든 명제는 그것의 이유를 가져야한다"는 인식의 논리적 원칙과 "모든 사물은 그것의 이유를 가져야 한다"는 선험적 원칙을 구분할 것을 강조한 이후에 비로소 인식이유와 원인이 정확히 구분되었다는 것이다.
쇼펜하우어는 인식이유와 원인간의 구분 외에 두 가지의 이유를 더 구분하여 생성, 인식, 존재, 행위라는 네 가지 충족이유율을 제시한다. 충족이유율은 표상(Vorstellung)으로서의 세계가 따라야 하는 법칙이다. 생성의 이유율은 표상들을 인과적 방식으로 필연적으로 결합시키는 원리이고, 인식의 이유율은 표상들을 개념적으로, 존재의 이유율은 표상들을 공간적-시간적으로, 행위의 이유율은 표상들을 동기에 의해 필연적으로 결합시키는 원리다. 이와 같은 충족이유율을 해명함과 동시에 쇼펜하우어는 이유율이 적용될 수 없는 물자체의 세계에까지 사유의 영역을 확장하려는 당대의 강단철학, 즉 헤겔같은 학자들의 행태를 비판한다. 이로써 쇼펜하우어는 칸트철학의 본래적 의미가 현실적으로 왜곡되고 있다는 것을 지적한다.
생성의 충족이유율과 관련하여 쇼펜하우어는 최초원인이란 있을 수 없다고 주장한다. 모든 원인은 하나의 변화로서, 인과관계를 파악한다는 것은 변화에 선행하는 변화를 무한히 찾는 것을 의미하므로, 변화하지 않는 질료의 최초상태는 생각될 수 없다는 것이다. 최초원인(제1원인이라고도 불린다)으로서의 신을 설정하는 우주론적 증명을 칸트가 논파했는데도 "절대자"가 최초원인으로 제시되는 것을 쇼펜하우어는 강력히 비판한다. 인과관계에 대한 기존의 광범위하고 애매한 표현은 숨겨진 신학적 의도에서 기인하며, 변화에 선행하는 실체를 원인으로 간주하는 것에는 신학자들의 의도가 반영되었다는 것이다. 쇼펜하우어는 물질과 자연력이 모든 인과관계에서의 본질이라고 본다. 물질은 모든 변화의 담지자이며, 자연력은 모든 변화를 일으킨다는 것이다.
인식의 충족이유율과 관련하여 쇼펜하우어는 오성(Verstand)에 의해 만들어진 표상을 결합하는 이성(Vernunft)의 역할만을 인정하고 '실재를 직접적으로 인식하는 이성의 능력'을 부정한다. 우리의 인식에 있어서 경험으로부터 독립적인 선천적인 것은 인식의 형식적 부분에 제한되어 있을 뿐, 인식의 재료는 예외없이 외부로부터, 즉 감각으로부터 시작하는 물체계에 대한 객관적 직관으로부터 온다는 것이다. 쇼펜하우어에 따르면 이 직관을 개념으로 가공하는 것이 이성이다. 따라서 이성은 전혀 아무런 내용도 갖고 있지 않고 형식을 가질뿐, 내용은 전적으로 외부로부터, 즉 오성이 만들어낸 직관적 표상으로부터 가져와야 한다는 것이다.
존재의 충족이유율과 관련하여 쇼펜하우어는 공간과 시간에서의 관계들이 단순한 개념을 통해서가 아니라 선천적 순수직관을 통해서만 이해될 수 있다는 것을 강조한다. 존재의 이유는 선천적으로 주어진 직관 안에서 직접적으로 제시되는 것이기 때문이다. 쇼펜하우어는 기하학적 명제의 진리가 인식이유에 의존하지 않고, 직관을 통해 인식된 존재이유에 의해 비로소 확증된다는 것을 보여준다. 모든 기하학적 명제는 직관으로 소급되고, 기하학적 증명은 오직 직관에 좌우되는 관계를 드러내는 것에서 성립한다는 것이다. 그런데 실제로 제시되는 기하학의 증명에서는 정리를 위한 증거로 인식이유가 주어질 뿐, 직관을 매개로 하는 선험적 진리가 제시되지 않음으로써 정리에 대한 확신이 제공되지 않는다는 것을 지적한다.
행위의 충족이유율과 관련하여 쇼펜하우어는 사물의 본질에 접근하는 전혀 다른 방식의 인식에 대해 말한다. 그것은 인식하는 주체가 의욕하는 자신을 직접적으로 인식하는 방식이다. 쇼펜하우어는 우리 자신의 모든 결정에 대해서도 우리는 "왜?"라고 질문할 수 있다고 본다. 행위의 결정에는 행위의 동기가 반드시 선행하며, 동기가 없다면 행위는 생각될 수 없기 때문이다. 이것은 외부에서 가해지는 힘이 없다면 생명없는 물체의 움직임을 생각할 수 없는 것과 비슷하다. 따라서 동기도 원인에 속한다는 것이다. 쇼펜하우어는 행위의 동기만이 갖는 특성을 이야기한다. 다른 원인에서와는 달리 행위의 동기에 대해서는 내부로의 통찰이 가능하다는 것이다. 모든 원인은 사건의 조건이지만 외부로부터 첨가되는 것이어서 사건의 내부는 우리에게 비밀로 머무른다. 우리는 원인이 필연적으로 작용을 일으키는 것을 보지만, 무엇이 그 내부에서 일어나는지를 경험하지는 못한다. 그래서 우리는 기계적, 물리적, 화학적 작용, 그리고 자극의 작용이 그 원인에 언제나 따르는 것을 보지만, 한 번이라도 그 사건을 철저히 이해하진 못하고, 그것을 물체의 성질, 자연력, 생명력의 공으로 돌린다는 것이다. 따라서 우리에게 내부로의 통찰이 없다면 우리는 우리 자신의 행위에 대해서도 원인이 어떤 방식으로 작용하는지를 알 수 없을 것이다. 그러나 우리는 자신의 내적 경험으로부터 자신의 의지작용을 알 수 있다. 이것은 동기의 작용이 다른 원인들과 같이 외부로부터 간접적으로 인식되는 것이 아니라 내부로부터 직접적으로 인식되기 때문이다. 동기에 있어서 우리는 전혀 다른 길에서 전혀 다른 방식으로 원인이 가장 내부의 본질에 따라 작용을 일으키는 방법의 비밀을 경험한다. 인과성은 여기서 전혀 다른 종류의 인식을 위해 전혀 다른 방식으로 나타난다. 여기서 적용되는 인과성을 쇼펜하우어는 행위의 충족이유율이라고 부른다.
행위의 충족이유율은 인식하는 주체에 적용되는 이유율이다. 쇼펜하우어에 따르면 인식주체는 자신을 오직 의욕하는 것으로서 인식한다. 의욕은 우리의 모든 인식에서 가장 직접적인 것이다. 의욕의 주체는 자기의식에 직접적으로 주어져 있는 것이지 상세히 설명되는 것이 아니다. 그러나 의욕이 갖는 직접성은 간접적인 모든 것에 빛을 던져야 한다는 것이다.

### 인과법칙의 선천성과 오성의 직관능력
인과개념의 선천성에 대한 증명은 <의지와 표상으로서의 세계>에는 서술되지 않은 내용이며 박사논문에 들어있다. 여기서 쇼펜하우어는 오성의 인과개념이 경험적 직관에서 이미 적용되며 따라서 직관은 오성의 작용이라는 것을 자연과학의 사례를 들어 경험적으로 증명한다. 감각은 직관의 재료들만을 제공하며 감각이 주는 자료를 바탕으로 물체의 형태, 크기, 거리와 성질을 구성해내는 것은 오성의 작업이라는 것이다. 예를 들어 선천성 맹인들이 감각을 갖지 않고도 공간적 관계에 대해 완벽히 알고 있는 사실로부터 직관이 감각이 아니라 오성의 작용이라는 결론이 도출된다는 것이다. 따라서 시간, 공간, 인과성은 경험으로부터 습득되지 않고 인간의 지성에 그 근원을 갖는다.
쇼펜하우어는 자신의 주장 근거로서 시각의 과정을 중점적으로 고찰한다. 쇼펜하우어는 시각이 감각에서 성립한다면, 우리는 대상의 인상을 거꾸로 지각하게 될 것이라는 점을 지적한다. 왜냐하면 시각의 과정에 있어서 감각이 제공하는 것은 망막의 다양한 자극에 지나지 않는데, 망막에서 객관의 인상은 거꾸로 맺히기 때문이다. 망막에 거꾸로 맺히는 객관의 인상을 다시 똑바로 세우는 것은 오성이 하는 최초의 일이다. 오성은 감각된 결과를 인과법칙에 의해 그 원인과 관련시킴으로써 외부의 객체를 그대로 묘사한다는 것이다.
두 번째 오성작용은 각각의 눈에 의해 두 번 감각된 것을 한 번 직관된 것으로 만드는 것이다. 하나의 물체를 열 개의 손가락으로 만질 때 각각의 손가락이 다른 인상을 획득하듯이 우리의 두 눈도 대상에 대해 다른 인상을 획득하지만, 오성이 이 인상들을 총괄적으로 파악하여 하나의 물체에서 연유하는 것으로서 인식한다는 것이다. 이 과정에서 인상이 이중적일지라도, 오성에게는 그 두 인상의 원인이 하나의 객체로서 간단히 파악된다는 것이다.
세 번째 오성작용은 평면으로부터 물체를 구성하는 것이다. 보는 것에서의 감각은 단순히 평면기하학적이지만, 직관에서 입체기하학적인 모든 것은 오성에 의해 최초로 첨가된다는 것이다. 2차원의 감각에 오성이 3차원을 첨가함으로써 대상을 모든 위치와 상황 안에서 인식하는 것이 가능해진다는 주장이다. 나아가 객체들이 우리로부터 떨어져있는 거리에 대한 인식은 오성의 네 번째 작용에 의해 성립한다. 객체가 놓여있는 방향을 제공하는 것은 감각이지만, 그 거리는 오성에 의해 인과적 규정들로부터 비로소 도출될 수 있다는 것이다. 예를 들어 동일한 시각에서 객체는 작고 가까이 있거나 크고 멀리 있을 수 있는데, 오성은 더 먼 거리에 있는 대상이 가까이에 있는 대상보다 시각적으로 작게 나타날지라도 그 크기를 올바로 파악한다는 것이다.
이처럼 시각의 과정에 있어서 오성의 기능을 자세히 설명함으로써 쇼펜하우어는 직관이 지적이며, 단순히 감각적이지만은 않다는 주장을 했다. 그 과정에서 주도적으로 활동하는 것은 오성이며, 감각은 오성에게 자료를 제공할 뿐이라는 것이다. 그래서 신생아에게 객관적 세계는 감각작용이 반복된 이후에 오성작용이 습득됨으로써 비로소 나타나며, 선천성 맹인들도 수술 직후에 빛, 색, 윤곽을 보지만 오성이 인과법칙을 적용하는 것을 그는 상세히 설명한다. 이와 같은 오성의 작업은 인과법칙을 통해 직접적이고 직관적으로 이루어지는 것으로서, 쇼펜하우어는 이 오성작용을 두뇌의 작용이라고 주장한다. 그에 따르면 뇌엽을 제거해도 지각만 파괴될 뿐 감각은 그대로 성립한다는 것은 직관의 지적 성질을 증명하는 생리학적 사실이다. 이를 통해 감성은 지성과 다르고, 표상은 감각과 다르다는 사실이 증명되었다는 것이다.
나아가 쇼펜하우어는 고대철학에서도 직관의 지적성질이 통찰되었으며, 이 통찰에 의해 고대인들은 동물도 지성을 갖는 것으로 믿었다고 주장한다. 직관은 지성적인 것이므로 지각하는 것은 모두 지성을 가져야 하기 때문이다. 따라서 모든 동물은 오성인식, 즉 인과법칙에 대한 인식을 가져야 하며 해파리조차 오성을 갖는다는 것이다. 쇼펜하우어는 감각과정에 대한 나름대로의 분석을 통해 경험적 직관이 오성의 작품이라는 것을 제시했다. 여기서 오성의 작업은 주어진 작용들의 원인으로 넘어가는 데서 성립한다. 원인은 오성의 작업을 통해 비로소 객체로서 공간 안에 나타나며, 이를 위한 전제는 인과법칙이다. 따라서 인과법칙은 오성 자신으로부터 첨가되며 결코 밖에서 올 수 없다는 것이다.
쇼펜하우어는 인과법칙이 경험에서 유래한다고 보는 경험주의의 오류를 비판한다. 영국 철학자 존 로크가 처음으로 모든 실재성을 부정하였고, 그래서 데이비드 흄은 인과관계의 실재성을 부정했다는 것이다. 신체의 부분에 대한 의지의 작용과 물체의 저항이 인과개념의 근원이라는 흄의 주장을 쇼펜하우어는 수용하지 않는다. 의지작용과 신체활동은 동일한 하나로서 때로는 의지작용으로, 때로는 신체작용으로 지각된다는 것이다. 또한 단순한 감각은 인과개념은 물론이고 아무런 직관도 제공하지 않으므로 흄의 두 번째 가설도 틀렸다는 것이다. 쇼펜하우어는 모든 지각이 인과성에 대한 인식을 전제하므로 흄의 인과이론뿐만 아니라 칸트의 증명에도 틀린 점이 있다고 주장한다.
물론 쇼펜하우어의 이러한 주장들을 현대 심리학의 관점에서 볼 때 터무니없어 보이는 점이 있으나 쇼펜하우어를 비롯한 옛 철학자들이 남긴 사상적 유산은 나름대로의 역할을 충실히 수행하였고 역사적으로도 큰 의미가 있다.

### 칸트의 증명에 대한 비판
쇼펜하우어는 인식에서의 선천성에 대한 칸트의 발견을 형이상학에서의 위대한 역사적 업적이라고 칭송한다. 그러나 세계에 대한 인식이 어떻게 성립하는지에 대해서는 칸트의 철학에서 설명되지 않았다고 주장한다. 칸트는 직관이 주어진다고 할 뿐 그것이 어떻게 성립하는지를 전혀 설명하지 않고 말았다는 것이다. 그리고 그 이유는 칸트가 인과법칙을 직관과 무관한 오성의 원칙으로 간주했다는 점에 있다는 것이다. 칸트는 외부사물이 인과법칙의 적용 이전에 이미 지각된다고 생각함으로써 결론적으로 경험적 직관의 성립을 전혀 설명하지 않은 채로 그대로 두었다는 것이다. 그래서 인과법칙의 선천성에 대한 칸트의 증명도 객관적-경험적 직관 자체의 가능성으로부터 도출하는 유일한 증명방법을 취하지 않음으로써 오류를 범한다는 것이다. 쇼펜하우어는 박사논문 23절에서 인과개념의 선천성에 대한 칸트의 증명을 다음 세 가지 논점을 통해 비판한다.
첫 번째, 쇼펜하우어의 주장에 따르면 지각의 계열은 모두 사건이며 인과법칙에 관련되지 않고도 객관적 계열이다. 쇼펜하우어는 칸트가 집에 대한 지각과 강을 따라 내려오는 배에 대한 지각에서 지각의 계열은 바뀔 수없는 객관적 사건인 반면에, 집에 대한 지각에서 그 계열은 자의적으로 규정되므로 주관적이라는 것이다. 이 주장에 대해 쇼펜하우어는 두 경우가 전혀 다르지 않다고 주장한다. 집에 대한 지각과 강을 따라 내려오는 배에 대한 지각은 모두 주관에 의해 그런 것으로서 인식된 실재적인 객관들의 변화에 대한 인식이므로 객관적 인식이라는 것이다. 유일한 차이는 배에 대한 지각에서 변화는 강과 배, 두 물체간에 일어난 것이지만 집에 대한 지각에서는 변화가 관찰자 자신의 신체에서 나왔다는 것이다. 그러나 쇼펜하우어는 여기서 관찰자의 신체도 객관적 물체계의 법칙에 놓여있는 것이므로 배에 대한 지각의 경우와 다르지 않다고 본다. 신체의 움직임도 경험적으로 지각된 한 사실일 뿐이기 때문이다.
두 인식 모두 객관적 물체계의 법칙에 놓여있는 두 물체의 서로에 대한 위치의 변화에 대한 인식이라는 것이다. 사건이냐 아니냐는 점에서 내가 한 무리의 군인들 곁을 지나가든 그들이 내 곁을 지나가든 어떤 차이도 없듯이, 관찰자의 눈이 지붕에서 바닥으로 움직이는 것과 바닥에서 지붕으로 움직이는 것은 둘다 사건이라고 주장한다. 따라서 두 경우 모두 경험적 직관의 계열이 다른 객관들의 작용의 계열에 의존하므로 객관적이라는 것이다. 즉 경험적 직관의 계열은 모두 객관들 사이에서 직접적으로 주관의 자의와 독립적으로 발생한다는 것이다.
두 번째, 쇼펜하우어는 칸트의 주장이 결과적으로 표상들의 계열을 주관적 표상들의 변화로부터 구분하지 않는다고 비판한다. 칸트의 표상들의 어떤 계열도 현상의 변화로서 단순한 주관적 표상들의 변화로부터 구분되지 않고, 오직 인과법칙을 통해서만 변화의 객관성이 인식된다고 주장했으므로, 이 주장으로부터 우리가 시간 속에서 원인과 작용의 연속을 제외한 어떤 연속도 객관적인 것으로서 지각할 수 없다는 결론이 도출된다는 것이다. 그래서 우리에게 지각된 다른 모든 현상의 연속은 다른 어떤 것이 아닌 우리의 자의에 의해 그렇게 규정된 것이라는 주장이다. 그러나 현상들은 서로로부터 결과로 발생하지 않더라도 얼마든지 서로서로 뒤따를 수 있다고 주장한다. 여기서 변화는 정확히 원인의 대열의 연속에서가 아니라 전혀 다른 연속에서 지각되지만, 그렇다고 해서 그 연속의 객관성이 줄어드는 것은 아니라는 것이다. 이것은 나의 환상의 연속과 같이 자의에 의존하는 주관적 연속과는 전혀 다르다고 쇼펜하우어는 강조한다. 예를 들어 내가 집 문 앞에 서자마자 지붕에서 벽돌이 떨어져 나에게 맞은 경우에 벽돌의 떨어짐과 내가 걸어나옴 사이에는 아무런 인과결합도 없지만, 나의 각지에서 객관적으로 정해진 계열은 있다는 것이다. 마찬가지로 음악소리의 계열이나 낮과 밤의 계열도 원인과 작용으로 파악되지 않았지만 객관적으로 정해졌다는 것을 지적함으로써 쇼펜하우어는 칸트의 인과론이 이와 같은 객관적 계열을 환상과 구분하지 않는다고 비판한다. 이를 통해 습관에 의해 인과관계가 형성된다는 흄의 가설도 논박된다는 것이다.
세 번째, 칸트에 따르면 모든 표상의 객관적 실재성은 시간관계의 어떤 특정한 질서에서 그 표상의 위치를 인식함으로써 가능하다. 칸트의 주장과 같이 계열에 대한 우리의 지식이 모두 실제로 인과율에 대한 지식에 의존한다면, 인과법칙에 대한 우리의 지식은 불가능할 정도로 광대한 것이어야 할 거라고 주장한다. 그러나 원인과 작용의 대열에서 우리가 그 위치를 인식하는 표상들은 많지 않다는 것이다. 그럼에도 불구하고 우리는 언제나 객관적인 것을 주관적인 것으로부터, 실재적인 객관들을 환상으로부터 구분할 수 있다는 점을 통해 쇼펜하우어는 칸트의 주장을 반박한다. 원시사회에서 사람들은 천체운행의 법칙에 대해 이해하지 못했으면서도 낮이 밤을 따른다는 것을 알았듯이 시간계열에 대한 우리의 모든 지식이 인과법칙에 대한 지식에 의존하지 않는다는 것이다. 쇼펜하우어는 칸트가 우리 인식의 선천성에 대해 지나치게 몰두함으로써 인과법칙의 선천성과 필연성을 증명하는 데 있어서 오류를 범하게 되었다고 지적한다. 칸트의 주장이 옳다면 우리는 계열의 현실성을 오직 그것의 필연성으로부터 인식할 것이지만, 이와 같은 인식은 원인과 작용의 모든 대열을 동시에 포괄하는 전지적인 오성을 전제로 한다는 것이다.

### 서양의 사변신학과 동양의 무신론
쇼펜하우어는 자신의 박사논문 34절에서 당대의 강단철학자(헤겔)이 주장하는 이성능력, 즉 '초감각적인 절대자를 인식하는 이성능력'이라는 것은 터무니없다고 비판한다. 이성은 감각이 제공하는 재료를 개념화하고 추론하는 능력일 뿐이지, 결코 인식의 재료를 스스로 산출할 수 없다는 것이다. 인식에 있어서 경험으로부터 독립적인 선천적인 것은 인식의 형식에 제한될 뿐, 인식이 성립하기 위해서는 이 형식이 외부의 재료에 적용되어야 하기 때문이다. 그래서 시간과 공간이 외부에 대한 객관적 직관의 형식으로서 우리 안에 있으며 인과법칙이 오성의 형식으로서 있는 것이다. 따라서 경험의 모든 가능성을 넘어서는 인식의 내용을 근원적으로 자신으로부터 제공하는 이성이라는 것은 쇼펜하우어의 표현에 따르면 헤겔같은 하찮은 철학교수들이 지어낸 망상적인 주장에 불과하다는 것이다. 무(無)로부터 세계를 산출한 인격적 신을 철학적으로 증명하려는 교수들의 시도는 칸트의 이성비판에 의해 수포로 돌아갔다는 것을 쇼펜하우어는 강조한다. 그 누구도 칸트의 주장에 대해 반론을 제기할 수 없었으므로 학자들이 내세운 신의 현존에 대한 증거들이 완전히 힘을 잃게 되었으며, 철학교수들도 사변신학의 증명들을 경시했으나, 야코비가 발명한 "신을 직접적으로 인식하고 신이 세계를 창조한 방법을 선천적으로 구성하는 이성능력"에 의해 칸트의 이성비판의 본래적 의미가 왜곡되고 말았다고 쇼펜하우어는 주장한다. 이와 더불어 헤겔같은 철학교수들이 일치단결하여 내세우는 엉터리 이론을 공부하는 대학교의 젊은이들이 인생을 낭비하는 것과 헤겔같은 철학교수들에 의해서 칸트의 철학이 엉뚱한 내용으로 변질된 것을 쇼펜하우어는 매우 한탄했다.
쇼펜하우어는 칸트의 정언명령이 "이념(Idea 철학용어로서의 이념을 말함)을 직관하는 이성"이라는 허망한 개념의 탄생 계기를 주었다고 생각하지만, 정언명령은 이율배반 및 도덕신학과 함께 칸트철학의 본래적인 깊이를 알지 못하고, 그 표피만을 아는 사람들이 좋아하는 것으로서 칸트 자신은 그것들을 결코 사실이라고 주장하지 않았다는 점을 강조했다. 칸트의 이성비판이 유신론에 대해서 지금까지 감행된 것 중에 가장 강력한 공격인 반면에, 칸트의 이성비판이 불교국가에서 나타났더라면 그 국가의 종교적 입장과 그것이 조화로울 수 있었을 것이라고 쇼펜하우어는 주장한다. 불교는 유럽 그리스도교와는 다르게 명백히 무신론적이기 때문이라는 것이다. 쇼펜하우어가 파악한 불교에 따르면 가시적 천체의 시작은 누군가의 창조에 의해서가 아니라 빈 공간으로부터 일관성있고 불변하는 자연법칙에 따라 일어났다. 따라서 불교의 체계에서는 어떤 원초의 신적인 창조의 이념이 발생할 수 없고, "세계와 모든 사물을 창조했고 유일하게 숭배될 만큼 존엄한 초월적 존재가 있다"는 학설이 가장 심각한 이단으로 간주된다는 것이다. 따라서 불교에서는 창조에 대해서도 별 언급이 없다는 것이다. 세계는 준엄하며 불변성을 지닌 자연법칙에 따라 발생했다는 것이다.
따라서 운명과 같은 것이 불교도들에게 신적인 원리로 숭상되었다고 할 수는 없으며, "불교의 체계에서는 어떤 원초의 신적인 창조의 이념도 발생할 수 없다"는 주장이다. 쇼펜하우어는 세계는 저절로 생겨났으며, 자연의 이치가 그것을 퍼트리고 다시 거두어들인다는 것이 불교의 가르침이라고 주장한다. 쇼펜하우어는 독일 학자들의 책에서 일반적으로 종교와 유신론이 동의어로 받아들여지는 것을 비판한다. 유대교와 유신론만이 동일할 뿐이므로, 유신론은 종교의 한 종류일 뿐이라는 것이다. 세계 창조자로서의 신에 대한 인식은 유일하게 유대교에서만 주장될 뿐, 고대의 종교나, 최근의 다른 종교에서는 찾아볼 수가 없다는 것이다. 따라서 더 정확히 말하려면, 무신론 대신에 비유대교라고, 무신론자 대신에 비유대교도라고 말해야 한다고 주장한다. 불교와 마찬가지로 중국의 도교와 유교도 무신론적이라는 점을 쇼펜하우어는 지적한다. 유신론의 유일한 토대는 어떤 인간적 승인도 필요로 하지 않는 '계시'지만, 철학에서 시도되어야 할 것은 자신의 방식으로 가장 중요한 진리를 찾아가는 것임을 쇼펜하우어는 강조한다. 쇼펜하우어는 인간의 비합리성과 직관을 강조한 근대의 독창적인 철학자로서 한 시대에 유행하는 철학을 완전히 거부하고 파벌에서 탈피하여 고독한 학자의 모범을 보여주었다. 진정한 철학자가 할 일이란 그 어떤 결과에 도달하든 말든 개의치 않고 오로지 침착하게 이성의 빛만을 따라가야 한다는 것이 쇼펜하우어의 생각이다.

## 윤리학

### 시대적 흐름
서양의 근대 철학자들은 전통적인 신학으로부터 벗어나 인간 행동의 옳고 그름에 대한 합리주의적인 기준을 제시하려고 했다. 그들은 도덕이 더 이상 종교적 교리에만 근거할 수 없다고 생각했다. 이성주의적인(합리주의라고도 불림) 철학자들은 도덕의 경우, 감정보다 이성의 역할을 강조했다. 이들은 증명될 수도 없고, 증명될 필요도 없는 도덕의 자명한 원리들이 존재하며 이 원리들은 이성에 의해 파악된다고 생각했다. 반면에 허치슨, 샤프츠버리같은 18세기의 영국 철학자들은 보편적인 도덕감을 도덕의 유일한 근거로 받아들였다. 이들은 인간이 본질적으로 이기주의적이라는 토마스 홉스의 주장에 반대하면서 인간은 태어나면서부터 도덕적 가치를 인식하는 감각이나 정서를 지닌다고 주장했다. 인간은 이타적-사회적 성향을 갖는다는 것이다. 이같은 생각은 공리주의적인 윤리관으로 전개되었다.
그 시기에 프랑스 철학자들은 유물론적, 무신론적 성향을 보였다. 라메트리는 데카르트의 기계론적 해석을 인간에까지 확장했고, 돌바크는 인간의 정신이 두뇌의 부수적인 현상이라고 주장했다. 이들은 자기희생, 자선, 동정심 등의 도덕적 이상향을 부정하진 않았지만 인간의 자유를 인정하지 않았다. 인간의 정신활동이란 두뇌의 작용이므로 자연의 인과법칙을 따르는 인간에게 자유란 있을 수 없다는 것이다. 자연히 그들에게 윤리학의 문제는 인간의 심성에서 이타적인 행동을 일으키는 동인을 찾아 그것을 촉진하는 일이었다.
칸트는 경험주의적 도덕관이 타율적 도덕인 행복주의에 근거하고, 보편성을 제시하지 못한다고 비판한다. 칸트는 자유와 당위를 동시에 함축하는 도덕철학을 모색한다. 그에게 당위란 자연적인 근거나 감각적 자극에서 오는 것이 아니라 이성의 명령에서 오는 것이다."이성은 경험적으로 주어져있는 근거에 따르지 않고, 현상 속에서 나타나는 것과 같은 그런 사물들의 질서에도 따르지 않고, 완전히 자발적으로 이념(Idea)에 따라 독자적인 지서를"[<순수이성비판, B 575f>] 만들기 때문이다. 이와 같은 당위는 자유와 동시에 성립할 수 있다고 칸트는 주장한다. 감각적 경험의 세계에서는 결코 자유가 발견될 수 없지만, 도덕의 세계에서는 자유가 이성 자체의 선천적인 사실로 성립한다는 것이다. 선천적 사실로서의 당위는 우리에게 정언명령으로 나타난다. 정언명령은 어떤 실질적인 내용이 고려되지 않는 무조건적인 명령이다. 개인적 이익과 무관한 이 무조건적 명령을 따라야하는 근거는 의무에 있다. 의무 때문에 행한 행위만이 도덕적 행위이기 때문이다. 이와 같은 당위, 정언명령, 의무에서 성립하는 도덕은 경향성이나 가언명령, 동정심에 근거하는 타율적 도덕에 비해 자율적 도덕이라는 특징을 갖는다. 여기서 도덕법칙은 인간에게 주어진 것이 아니라 인간이 스스로 입법하는 것이기 때문이다.
이같은 칸트의 윤리학은 형식주의라는 비판을 받는다. 칸트 윤리학의 형식주의는 그것이 실질의 세계에서 어떤 것도 취하지 않는다는 점에 기인한다. 바로 그래서 거기에서는 자유가 가능하다고 여겨지는 것이다. 피히테는 현상과 물자체의 구분을 부정하고 실질의 세계를 없앰으로써 칸트 윤리학에 나타나는 형식주의의 문제를 해결하려고 한다. 도덕의 세계, 당위의 세계가 곧 실재하는 세계라는 것이다. 반면에 쇼펜하우어는 실제로 나타나는 현상의 세계에서 인간의 행위들을 분석하는 방법을 통해 도덕적 행위의 근거를 제시하려고 한다. 그 누구도 시도하지 않은 이 방법을 쇼펜하우어는 콜럼버스의 달걀에 비교하면서 가장 자연스러운 방법이라고 주장한다. 칸트 윤리학의 형식주의를 쇼펜하우어는 정면으로 거부한다. 그러나 쇼펜하우어는 현상과 물자체의 세계를 구분하는 칸트의 의견을 수용하면서, 현상세계에서 나타나는 도덕적 행위의 근거를 물자체 세계에 대한 인식에서 찾는다. 쇼펜하우어에게 윤리의 문제는 당위나 무조건적 명령의 문제가 아니라, 경험에 기초하는 인식의 문제다. 그러나 경험주의자들이 윤리학을 형이상학에서 독립된 것으로 다루는 반면에 쇼펜하우어는 경험적 연구에서 출발하면서도 동정심이라는 도덕적 동인을 형이상학적으로 설명하려고 시도한다. 이것을 위해 쇼펜하우어는 칸트 철학과 인도철학, 불교로부터 도움을 얻고 있다.

### 칸트 윤리학에 대한 비판
쇼펜하우어의 윤리학 논문은 칸트 윤리학에 대한 비판과 쇼펜하우어 자신의 윤리학의 근거를 제시하는 것으로 구성된다. 쇼펜하우어는 칸트의 이론철학, 특히 선험적 감성론을 탁월한 성찰이라고 극찬한 반면에, 칸트의 윤리학에 대해선 비판적이다. 쇼펜하우어는 칸트 윤리학의 명령적 형식에 선결문제 요구의 오류가 들어있다고 비판한다. 칸트는 아무런 증명도 하지 않은 채로 우리의 행위가 복종해야 하는 법칙이 있다고 전제한다는 것이다. 윤리학에서의 명령적 형식은 모두 신학적 도덕에서 도입되었으므로, 법칙, 명령, 당위, 의무 등 칸트 윤리학의 기본개념들도 신학적 전제를 떠나서는 아무 의미도 지닐 수 없을 것이라고 주장한다. 절대적 당위, 무조건적 의무와 같은 개념들은 형용모순에 불과하다는 것이다. 당위는 처벌이나 보상과 관련해서만 의미를 갖기 때문이다. 따라서 절대적 당위를 의미하는 정언명령이란 있을 수 없고 이기적인 동기에 근거하는 가언명령만 있을 뿐이라고 주장한다. 그런데 이와 같은 조건적 당위에 따르 행위는 도덕적 가치를 지니지 않는 이기적인 행위이므로 가언명령이 윤리적 기초개념이 될 수는 없다는 것이다.
명령적 형식에서의 신학적 전제를 지적한 후에 쇼펜하우어는 칸트 윤리학의 기초를 이루는 선천성, 의무, 법칙의 개념을 분석한다. 칸트의 이론철학에서의 선천성은 경험을 현상의 영역에 제한하는 의미를 갖는다. 그래서 선천적 종합판단은 현상에 대해서만 타당한 것이다. 그런데 도덕철학에서도 이같은 선천성이 근거로 제시된다면, 도덕법칙도 현상의 법칙에 지나지 않게 될 거라고 쇼펜하우어는 주장한다. 이 결론은 도덕의 영역을 물자체의 영역으로 간주하는 칸트의 주장과도 모순된다는 것이다.
칸트의 무조건적 의무에 대해 쇼펜하우어는 그것이 자율적인 의무가 아니라 타율적인 의무라고 주장한다. 칸트는 의무가 법칙에 대한 존경심에서 나온다고 주장하지만, 의무는 법칙에 대한 복종심에서 일어나야 하는 행위일 뿐, 어떤 자율성도 지니지 않는다는 것이다. 그렇다면 칸트의 법칙에는 보편성 자체라는 그것의 형식만 남는다. 법칙의 내용은 보편성 자체일 뿐이다. 이로부터 실제적 내용을 갖지 않는다는 칸트 윤리학의 또다른 문제점이 제시된다. 그렇다고 해서 피히테와 라인홀트가 주장하듯이 정언명령이 직접적 의식을 통해 나타나는 의식의 사실일 수도 없다. 의식의 사실은, 칸트가 도덕의 기초로 수용하지 않는 경험적 내용에 속하기 때문이다. 따라서 칸트의 도덕법칙은 어떤 내용도 경험으로부터 가져오지 않는 순수한 형식에 불과하다는 주장이다.
쇼펜하우어는 기본개념들을 분석한 뒤에 칸트 윤리학의 최고 원리로 꼽히는 정언명령을 분석한다. 정언명령의 제1형식을 현실화하는 것은 이기주의라고 주장한다. 이기주의만이 의지를 결정하고 이기주의는 보편적 법칙으로서 정의와 인간애를 선택하게 하기 때문이다. 환언하면 보편적으로 따를 준칙을 결정할 때, 나 자신이 불리한 위치에 놓여있을 경우도 고려되어야 하므로, 언제나 정의와 인간애가 선택된다는 것이다. 누구나 정의와 인간애의 혜택을 받고싶어하기 때문이다. 쇼펜하우어는 보편적 법칙에 대한 칸트 자신의 주장도 이기주의에 근거한다는 것을 밝힌다. 거짓말, 약속어기기, 불친절함의 준칙이 보편적 법칙이 될 수 없는 것은 사람들이 나에게 똑같이 보복할 것이고, 내가 남의 친절을 바랄 수 없기 때문이라고 칸트는 설명한다. 따라서 칸트의 정언명령은 실제로는 이기주의에 근거하는 가언명령에 불과하다는 결론이 도출된다.
정언명령의 제2형식에 대해 쇼펜하우어는 '목적 자체'라는 표현을 비판한다. '목적 자체로 존재한다'라는 말은 하찮은 표현이라는 것이다. 목적이란 의지(쇼펜하우어의 철학용어로서 의지를 말함)의 대상이라는 것을 의미하고, 의지와의 관련성에서만 이해되므로 '목적 자체'라는 것은 우스운 말이 된다. 정언명령의 제3형식인 의지의 자율성에 대해 쇼펜하우어는 '관심없이 원하는 의지'라는 것이 있을 수 있는지 문제삼는다. 나아가 '인간의 존엄성'이라는 개념의 실재성을 검토한다. "무조건적이고 비교할 수 없는 가치"라는 존엄성에 대한 칸트의 정의를 쇼펜하우어는 그 고귀한 울림으로 인해 외경심을 일으키지만 실제로는 형용모순을 함축하는 한심한 과장에 불과하다는 설명이라고 비판한다. 가치는 상대적 개념일 뿐이어서, 비교될 수 없는, 무조건적 절대적 가치란 부당한 용어이기 때문이다. 따라서 칸트의 윤리학은 신학적 도덕의 변장에 불과한 것으로, 옛날의 윤리학과 마찬가지로 어떤 확고한 근거를 갖지도 않는다고 쇼펜하우어는 결론짓는다.

### 윤리학의 근거
칸트 윤리학의 핵심적 개념들을 비판적으로 분석해서 그 문제점을 보여준 후에, 쇼펜하우어는 자신의 윤리관을 말한다. 그동안 다루어졌던 윤리학의 거의 모든 문제들이 쇼펜하우어의 윤리이론 안에서 체계적으로 정리된다. 쇼펜하우어는 도덕의 기초를 이성과 법칙으로 보는 칸트와는 달리 동정심을 도덕의 기초로서 제시한다. 나아가 동정심의 근거를 형이상학적으로 설명하여 윤리학과 형이상학의 관계를 고찰한다.
쇼펜하우어는 법적인 처벌이나 사람들 사이의 명예에 대한 고려가 없다면, 대다수 인간들은 각자의 천박한 성향, 즉 이기심이 이끄는대로 살아갈 것이라고 주장한다. 또한 종교적 가르침이 인간의 행동에 끼치는 영향도 미약하다는 것을 다양한 사례를 통해 주장한다. 그럼에도 불구하고 자연의 이치와 인류의 보편적 가치에 걸맞는 행동을 하는 이들이 있으므로 윤리학의 과제는 그들의 행위의 요인이 무엇인지를 연구하는 것이라고 쇼펜하우어는 주장한다. 쇼펜하우어는 우선 도덕적 행동이란, 이기적인 동기를 갖지 않는 행위라고 정의한다. 그렇다면 이기적인 동기를 갖지 않는 행동이란 무엇을 의미하나? 여기서 쇼펜하우어는 행복주의의 관점을 내세운다. 쇼펜하우어는 행위의 궁극적인 목적을 쾌락과 고통으로 설명한다. 행위자 자신의 쾌락을 추구하고 고통을 제거하려는 행위는 이기적인 행위이고, 타인의 쾌락을 추구하고 고통을 제거하려는 행위는 도덕적 가치를 갖는 행위라는 것이다. 그러나 쇼펜하우어는 하찮은 쾌락의 무분별한 추구를 정당화하는 공리주의를 좋아하지만은 않는다. 쇼펜하우어는 행복에 대해 결핍의 지양과 고통의 사라짐이라는 에피쿠로스적인 정의를 받아들이긴 한다.
쇼펜하우어는 윤리학의 최고 원리로서 "누구도 해치지 마라. 오히려 네가 할 수 있는 한 모든 이를 도와라"를 제시한다. 이를 통해 그는 정의와 인간애라는 두가지 근본적인 미덕을 도출해낸다. 이기심에 따라 행동하는 인간에게 이 두 덕이 현실적으로 가능한 것은 동정심을 통해서다. 동정심이 인간이 지닌 참된 도덕적 동인이라는 것을 쇼펜하우어는 다양한 사례를 통해 이야기한다. 어떤 다른 근거에서 나온 고급한 행동보다 타인의 고통을 저지하려는 동정심에 근거하는 행동이야말로 도덕적 가치를 갖는다는 것이다. 마찬가지로 그 반대의 경우인 포악한 행동을 하는 사람에 대해서도 사람들은, 그 행위자가 겁없다거나 비이성적이라 말하지 않고 그에게 동정심이 부족하다고 말한다는 것이다.
동정심은 정의의 덕에서는 약한 정도로 나타난다. 그것은 타인의 고통을 저지하려는 심정에서 표현된다는 것이다. 정의, 불의를 동정심과의 연관성에서 고찰하므로 쇼펜하우어는 고통을 더 많이 일으킨 불의를 더 큰 불의로 본다. 다른 한편 쇼펜하우어는 정의의 원칙이 실정법과 독립적으로 언제 어디에서나 타당하다고 주장한다. 미개인도 불의와 정의를 구분한다는 것이다. 또한 쇼펜하우어는 정의의 덕에 관련된 세부개념으로 거짓말과 의무개념을 설명한다. "의무"에 대해 "의무의 불이행이 타인을 훼손하는 행위"라고 정의한다. 그리고 거짓말에 대한 칸트의 분석이 유치하고 황당하다며 비판하면서, 무력을 통한 정당방위와 마찬가지로 자신을 타인의 공격으로부터 보호하기 위한 거짓말이 정당한 것이라고 주장한다.
쇼펜하우어의 정의관에서 타인을 훼손하지 않으려는 것이 정의의 덕이다. 이미 존재하는 타인의 고통을 제거하는 것은 쇼펜하우어에게 정의의 문제가 아니라 인간애의 문제다. 여기서 동정심은 타인의 고통을 제거하기 위해 자신을 희생하기에 이른다. 어떻게 이기적인 인간이 자기 희생에까지 이를 수 있는가라는 물음이 여기에서 생겨난다. 그것은 나와 타자(타인)의 동일화를 통해 가능하다고 쇼펜하우어는 생각한다. 고통받는 타자 속에서 나 자신을 인식하므로, 그의 고통을 함께 느낄 수 있다는 것이다. 그런데 어떻게 타자에게서 나를 인식할 수 있는가? 이 주장을 쇼펜하우어는 자신의 윤리학을 완결하는 형이상학적 설명에서 물자체와 현상을 구분하는 칸트의 이론에 근거하여 설명한다. 현상적 존재는 시공간적 제약을 받는 존재로서 시공간적으로 분리된 수많은 개별자로 나타난다. 그러나 칸트가 주장하듯이 시공간적 존재는 나의 현상에 불과하다는 것이다. 수많은 개별자의 배후에 있는 본질은 시공간의 제약을 받지 않는 것으로서 모든 개별자에게 동일하게 존재할 것이라고 쇼펜하우어는 주장한다. 이 인식이 바로 동정심으로 표현되는 것이다. 동정심을 갖는 이와 그렇지 않는 이의 차이는 자아와 비-아를 얼마나 뚜렷히 구분하는가의 차이다. 동정심을 일으키는 인식을 쇼펜하우어는 '이것은 너다'[tat-tvam asi]라고 표현한다. 타인에게서 자신을 인식하는 이는 모든 것에서 살아있다. 반면에 자신 안에서만 사는 이에게 자신의 육체의 죽음은 곧 세계의 소멸을 의미한다.
그렇다면 윤리학이 동정심 발달에 기여할 수 있는가라는 물음이 남아있다. 이에 대해 쇼펜하우어는 회의적으로 답변한다. 인간의 성격이란 선천성에 영향을 많이 받기 때문이다. 그러나 교화, 도덕교육은 선천적인 성격을 바꾸기 위한 것이 아니라 도덕에 대한 망상에서 벗어나고, 올바른 생각과 이해를 제공하기 위한 것이며 우리의 행위는 성격과 외부환경의 영향으로부터 필연적으로 나타나기 때문이라고 주장한다. 이것으로 쇼펜하우어는 윤리학의 모든 문제를 나름대로 정리했고, 윤리학을 위한 자신의 근거가 완결된 전체성과 함께 경험적 실재성을 갖는다고 주장한다.

### 덴마크 왕립 학술원의 판정에 대한 반박
쇼펜하우어는 덴마크 왕립 학술원의 공모에 단독으로 참여하지만, 학술원은 쇼펜하우어의 논문을 탈락시켰다. 쇼펜하우어는 이 판정에 대해 자세한 반론을 제기했다. 학술원의 비판을 세가지 논점으로 구분하여 각 논점을 자세히 반박하는데, 그중에 핵심적인 첫 번째 논점은 쇼펜하우어가 문제를 오해했다는 것이다. 원래의 핵심 문제는 윤리학과 형이상학의 관계에 대한 것이었지만, 쇼펜하우어가 이것을 윤리학의 원리를 세우는 문제로 오해했다는 것이다. 현상과제의 핵심적인 의미가 윤리학의 기초와 원천에 관한 것이었는지, 형이상학과의 관련성에 관한 것이었는지 쇼펜하우어는 자세히 분석한다.
우선 문제의 도입부에서 말하는 것은 학문과 실제적 삶에 도덕성의 이념이나 도덕법칙의 원초적 개념이 있다는 것이고 현상과제는 바로 이 개념들의 원천과 기초를 어디에서 찾을 수 있는가라는 것이다. 따라서 이 질문은 명백히 도덕의 실제적인 인식 근거에 관한 것으로서 모든 도덕적 선행의 최종 근거에 대한 물음이다. 학술원은 이 사실을 스스로 부정함으로써, 자신들이 명백히 물은 것을 묻지 않았다고 부인하면서 형이상학과 도덕의 관계가 현상과제의 핵심문제였다고 사기적인 주장을 한다. 그러나 과제에는 형이상학에 대한 어떤 암시도 없었다고 쇼펜하우어는 반박한다. 일상적 도덕판단의 근거로서도 일상적인 삶에서 일어나는 도덕적 판단들에 대한 경험적 고찰이 촉진될 뿐, 형이상학에 대한 어떤 암시도 없었다. 의식에 놓여있는 선천적인 이념으로서 심리적인 사실이 하나의 예로 찾아졌을 분, 형이상학적 이론이 요구되지는 않았다. 따라서 학술원이 의식의 사실이건 외부세계의 사실이건, 사실을 통한 증명을 기대했지, 형이상학적 증명을 기대하진 않았다는 것이다.
따라서 학술원이 실제로 제기한 문제에 대해 자신이 나름대로 훌륭하게 답변했다고 쇼펜하우어는 주장한다. 먼저 부정적 부분에서 칸트 윤리학이 윤리학의 참된 기반을 제시하지 않는다는 것을 증명했고, 그러고나서 긍정적 부분에서 도덕적으로 칭찬받을 만한 행위들의 참된 원천을 이야기했으며, 이게 유일한 원천일 수 있음을 증명했다는 것이다. 쇼펜하우어는 마지막으로 윤리학의 이 원천이 가장 오래되고 참된 형이상학적 체계에 공통적인 보편적 근본 사상과 맺는 관계를 제시했다고 주장한다.
쇼펜하우어의 논문 형식이 불만스럽다는 학술원의 두 번째 비판은 학술원의 주관적 판단에 근거한 것이므로 쇼펜하우어는 더 이상 말할 가치조차 없다고 생각했다. 그러나 그 뒤의 지적과 문제에 있어서도 그 기초가 충분히 증명되지 않았다는 비판에 대해 쇼펜하우어는 자신의 증명이 수학적 증명에 가까울 정도로 엄밀하고 진지하게 이루어졌다고 반박한다. 학술원은 마지막으로 쇼펜하우어의 논문에서 몇몇 대단한 당대의 철학자들이 비난받아서 심각한 논란이 일어날 것이라고 주장한다. 이에 대해 쇼펜하우어는 피히테와 헤겔을 심하게 비난한 것은 인정하지만 그 인간들이 대단한 철학자라는 것은 절대 인정할 수 없다고 말한다. 헤겔의 철학은 후손들에게 현 시대에 대한 조롱거리로 받아들여질 것이기 때문이라는 것이다. 헤겔 방식의 철학과 속임수는 두뇌를 손상시키고, 현실적인 생각을 못하게 억제하고, 언어를 쓸데없이 남용하는 것이며 그냥 사이비철학에 불과하다고 쇼펜하우어는 주장한다. 헤겔의 사상들이란 간사한 음모로부터 가져온 착상으로, 근거도 한심하고, 제대로 증명되지도 않고, 독창성도 없는데다가 스콜라철학적인 실재론과 스피노자의 철학을 단순하게 모방한 결과물이라고 주장한다.

### 쇼펜하우어 윤리학의 사상적 의미
쇼펜하우어의 이러한 사상은 철학의 주류보다는 비주류에 속한 사람들에게 영향을 많이 끼쳤다. 쇼펜하우어의 사상들은 문학이나 오페라 무대에 소재가 되어 자주 등장했으며 프랑스의 마르셀 프루스트나 앙드레 지드, 독일의 토마스 만 등에게 큰 호소력을 발휘했다. 프리드리히 니체는 쇼펜하우어가 윤리와 예술의 심층적인 문제를 다루는 진정한 철학자라고 평가했으며 솔직하게 표현한 보기 드문 사상가이며 멋진 글쓰기의 전형을 보여준다고 칭찬했다. 쇼펜하우어의 이러한 사상들은 근대 심리학자들에게 많은 영향을 주었는데 독일의 빌헬름 분트나 미국의 윌리엄 제임스가 대표적이고 알프레드 아들러는 쇼펜하우어가 헤겔에 대한 열등감을 지닌 좋은 사례로 보고 열등감이 유익한 방향으로 작용한 점에 주목했다.
쇼펜하우어는 윤리학의 문제를 엄밀한 학문의 방식으로 작업하는 것이 가능하다는 것을 보여준 좋은 사례로도 꼽힌다. 참된 도덕적 가치를 지니는 행위가 뭔지를 역사학적으로 경험적으로 연구하고, 그것을 통해 인간의 특성에 놓여있는 도덕적 동기를 찾아내려고 시도하였다. 이렇게 해서 인간 행동의 동기와 목적을 설명하고, 그 논리적 구조를 재구성하여 그 의미를 평가하려는 학문적 시도의 모범 사례로 자리잡았다. 쇼펜하우어는 인간의 이기적인 합리성과 정의가 공존할 수 있음을 보여줌으로써 합리적 이기심에 근거하는 정의론을 주장한 존 롤스 사상의 선구자로 인정될 수 있다. 쇼펜하우어는 칸트의 정언명령의 제1형식인 보편성의 원리를 이기주의적 동기에 근거하여 해석한다. 이기주의적 동기에서 보편성의 원리를 받아들여야 하는 것은 피해자의 입장에 설 수도 있기 때문이라는 것이다. 따라서 이기심을 전제하더라도 정의와 인간애의 덕이 도출될 수 있음을 쇼펜하우어는 보여준다. 이것은 롤즈의 '무지의 베일'에 함축된 생각이다.
프랑크푸르트학파의 독일 철학자 막스 호르크하이머는 칸트에 이르기까지 서양 근대철학의 근본적 동인이 된 근원적 이원론을 유지하여 경험주의적 입장에 대립하면서도 세계 자체를 신격화하지 않은 것을 쇼펜하우어의 뛰어난 업적으로 평가한다. '맹목적인 의지'에 관한 쇼펜하우어의 이론은 옛날의 형이상학자들이 세상에 제시한 터무니없는 이상향을 타격했고, 부정성에 대한 쇼펜하우어의 노골적인 표현은 인간들 사이에 연대의식의 동인을 제공했다는 것이다. 무엇보다도 쇼펜하우어는 현대의 윤리학적 논의에 있어서 주축이 되는 칸트의 법칙론적-의무론적 윤리학의 취약점을 지적했다는 점에서 큰 의미를 지니고 있다. 그러면서도 쇼펜하우어는 도덕의 경험적 기초만을 고집하지 않고 동서양의 사상들을 나름대로 통합시켜서 윤리학과 형이상학의 관련성을 주장했다.

## 정치 및 사회적 사상

### 정치
쇼펜하우어의 정치학은 그의 윤리체계를 반영한 것이었는데, 그는 그의 윤리학의 두 가지 근본 문제(의지의 자유에 관한 그리고 도덕성의 기초에 관한 논문)에서 이를 자세히 설명했다.
쇼펜하우어는 그의 저서 여록과 보유과 필사본 유고에서 간헐적으로 정치적 논평을 하며 자신을 제한된 정부의 지지자로 묘사했다. 쇼펜하우어는 우리 종의 타고난 파괴적 경향을 억제하기 위한 국가 및 국가 행위의 필요성에 대한 토머스 홉스의 견해에 공감했다. 그는 또한 입법부, 사법부, 행정부의 독립성을 옹호했으며, 군주는 (우주론적 의미가 아닌 실용적이고 일상적인 의미에서) 정의를 실행할 수 있는 공평한 존재라고 주장했다.
그는 군주제가 "벌과 개미, 날아다니는 학, 떠도는 코끼리, 먹이를 찾아 무리 지어 다니는 늑대, 그리고 다른 동물들에게 자연스럽듯이 인간에게도 자연스럽다"고 선언했다. 그는 군주제의 지성은 공화국보다 "무자비하고 항상 존재하는 적인 어리석음에 맞서 훨씬 더 나은 기회를 갖는다"고 썼다. 반면 쇼펜하우어는 공화주의를 "인간에게도 자연스럽지 않을 뿐만 아니라 더 높은 지적 생활과 예술, 과학에도 불리하다"고 비판했다.
쇼펜하우어는 스스로 인정했듯이 정치에 대해 많은 생각을 하지 않았으며, 여러 차례 자랑스럽게 글을 쓰며 "[당시의] 정치 문제에 얼마나 무관심했는지"를 언급했다. 프랑스와 독일 정부에서 여러 차례 혁명을 겪고 대륙을 뒤흔든 전쟁을 겪은 그의 삶 속에서도 그는 "시대가 아니라 영원에 관심을 둔다"는 입장을 고수했다. 그는 독일과 독일인들에 대해 많은 비하 발언을 했다. 전형적인 예는 다음과 같다. "독일인에게는 다소 긴 말이 입에 오르내리는 것조차 좋습니다. 천천히 생각하기 때문에 숙고할 시간을 주기 때문이다."

### 처벌
쇼펜하우어는 국가가 범죄자를 처벌하여 미래의 범죄를 예방한다고 주장했다. 국가는 "잘못을 저지르는 모든 가능한 동기 옆에, 그것을 저지르지 않는 더 강력한 동기를 피할 수 없는 처벌에 배치한다. 따라서 형법은 상상할 수 있는 모든 범죄 행위에 대한 반대 동기를 최대한 완벽하게 기록한 것이다..." 그는 이 교리가 자신에게서 처음 나온 것이 아니라 플라톤, 소 세네카, 토머스 홉스, 사무엘 폰 푸펜도르프 그리고 파울 요한 안젤름 폰 포이어바흐의 저서에 등장했다고 주장했다.

### 인종과 종교
쇼펜하우어는 문명의 우위를 북부의 "백인종"이 지닌 감수성과 창의성에 기인한다고 보았다(고대 이집트인과 힌두교인은 제외. 그는 이들을 동등한 존재로 보았다).

고대 힌두교도와 이집트인을 제외한 가장 높은 문명과 문화는 백인종에서만 발견된다. 심지어 많은 흑인 종족 중에서도 지배 계급이나 인종은 다른 인종보다 피부색이 더 밝았기 때문에 브라만, 잉카, 남해 제도의 통치자들이 분명히 이주했을 것이다. 이 모든 것은 필요가 발명의 어머니라는 사실 때문이다. 일찍 북쪽으로 이주하여 점차 백인이 된 부족들은 기후로 인해 여러 형태로 초래된 필요, 궁핍, 비참함과 싸우면서 모든 지적 능력을 개발하고 모든 예술을 발명하고 완성해야 했다. 그들은 자연의 인색함을 보완하기 위해 이렇게 해야 했고, 이 모든 것에서 그들의 높은 문명이 탄생했다.

쇼펜하우어는 노예제도에 열렬히 반대했다. 미국 노예소유 주들의 노예 처우에 대해 언급하면서, 그는 "인간의 형상을 한 악마들, 편협하고 교회에 다니며 안식일을 엄격하게 지키는 악당들, 특히 그들 중 성공회 목사들"을 "폭력과 불의로 악마의 손아귀에 떨어진 무고한 흑인 형제들을 대하는 방식" 때문에 비난했다. 쇼펜하우어는 북미의 노예 소유 주들이 "인류 전체에 대한 수치"라고 썼다.
쇼펜하우어는 또한 현저한 형이상학적, 정치적 반유대교를 고수했다. 그는 기독교가 자신이 유대교의 물질주의적 기반이라고 부른 것에 대한 반항이라고 주장하며, 인도에서 영향을 받은 윤리관을 드러내고 영적 자기 정복이라는 아리아인-베다적 주제를 반영한다고 주장했다. 그는 이를 이를 세속적인 유토피아주의와 세속적인 "유대인" 정신의 피상성을 향한 무지한 충동과 대비되는 것으로 보았다.

[유대교]는 따라서 모든 종교 중에서 가장 조잡하고 보잘것없으며, 터무니없고 역겨운 유신론으로만 이루어져있다. 세상을 창조한 키리오스['주']가 경배와 숭배를 받기를 원한다는 것은 이치에 맞게 된다. 그래서 그는 무엇보다도 동료들과 다른 모든 신들을 질투하고 시기한다. 그들에게 제사를 드리면 그는 격노하고 유대인들은 곤경에 빠진다... 이 종교가 유럽의 지배적인 종교의 기반이 되었다는 것은 매우 안타까운 일이다. 왜냐하면 그것은 형이상학적 경향이 전혀 없는 종교이기 때문이다. 다른 모든 종교가 상징을 통해 사람들에게 삶의 형이상학적 의미를 설명하려고 노력하는 반면, 유대인의 종교는 전적으로 내재적이며 다른 민족과의 투쟁에서 단순한 전쟁의 함성만을 제공할 뿐이다.

### 여성
쇼펜하우어는 1851년 에세이 "여성에 관하여"에서 "여성에 대한 반사적이고 검증되지 않은 경외심"이라는 "튜턴-기독교적 어리석음"에 반대한다고 밝혔다. 그는 이렇게 적었다. "여성은 어린 시절의 유모이자 교사 역할을 하는 데 직접적으로 적합한 존재이다. 왜냐하면 그들 스스로가 유치하고 경솔하며 근시안적이기 때문이다. 한마디로, 그들은 평생 어린아이와 같다. 아이와 성인 남성 사이의 일종의 중간단계이다." 그는 여성에게 예술적 재능과 정의감이 부족하다고 생각하며 일부일처제에 대한 반대를 표명했다. 그는 "여성은 본성적으로 복종하도록 되어 있다"고 주장했다. 이 에세이는 "여성은 남성보다 분명히 더 냉정한 판단력을 가지고 있으며" 타인의 고통에 더 공감한다는 점을 칭찬한다.
쇼펜하우어의 저술은 프리드리히 니체부터 19세기 페미니스트에 이르기까지 많은 사람들에게 영향을 미쳤으며 오늘날에도 여전히 성차별적 관점을 고취하고 있다.
1859년, 노년의 쇼펜하우어는 프로이센 조각가 엘리자베트 네이 제작의 조각 초상화를 위해 앉았을 때, 그 젊은 여성의 재치와 독립성, 그리고 시각 예술가로서의 그녀의 기술에 깊은 인상을 받았다. 네이와 함께한 시간 이후, 그는 리하르트 바그너의 친구 말비다 폰 마이젠부크에게 이렇게 말했다. "저는 아직 여성에 대한 마지막 말을 하지 않았습니다. 저는 여성이 대중으로부터 물러나거나, 오히려 대중을 초월하는 데 성공한다면, 그녀는 끊임없이 성장하고 남성보다 더 성장한다고 믿습니다."

### 소아성애
쇼펜하우어는 1859년 의지와 표상으로서의 세계 제3판 증보판에서 성적 사랑의 형이상학에 대한 장에 부록을 추가했다. 그는 소아성애가 악한 아이를 낳는 것을 막는 이점이 있다고 썼다. 이와 관련하여 그는 "우리가 고려하는 악행은 자연의 목적과 목표에 직접적으로 반하는 것으로 보이며, 자연에게 가장 중요하고 가장 큰 관심사인 문제에서, 비록 간접적이기는 하지만, 더 큰 악을 막는 수단으로서 실제로 바로 이러한 목적에 기여해야 한다"라고 말했다. 쇼펜하우어는 부록을 "이러한 역설적인 사상을 설명함으로써 나는 철학 교수들에게 작은 호의를 베풀고 싶었다. 나는 그들이 내가 소아성애를 옹호하고 칭찬한다고 말함으로써 나를 비방할 기회를 줌으로써 그렇게 했다"는 진술로 마무리한다.

### 유전과 우생학

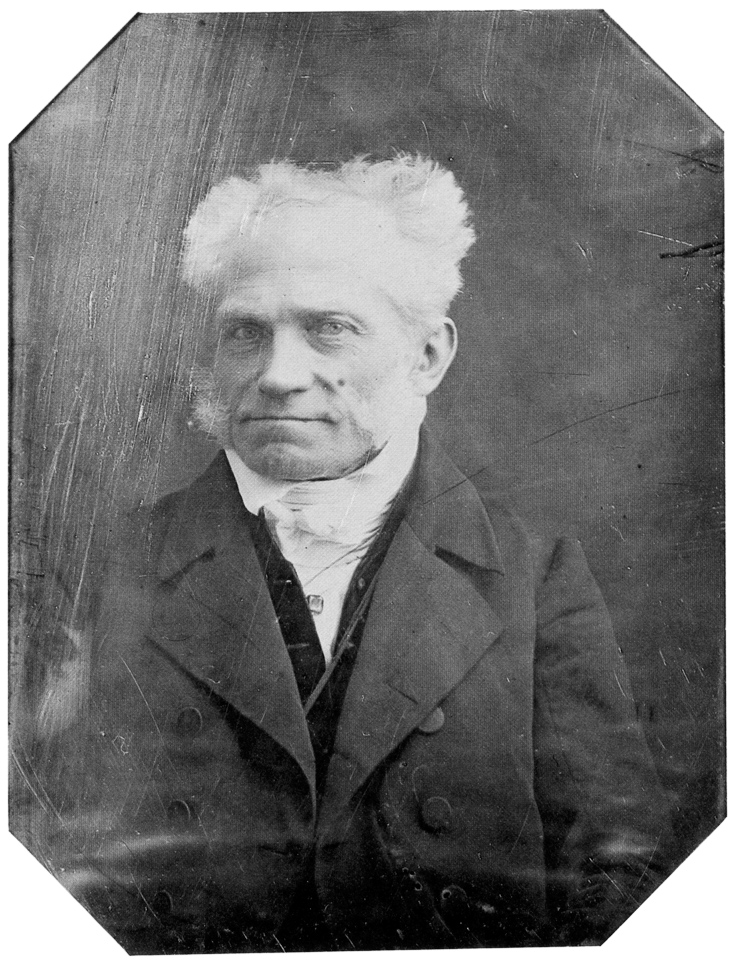
1846년 5월 16일, 58세의 쇼펜하우어

쇼펜하우어는 성격과 지성을 유전되는 것으로 봤다. 그는 호라티우스의 "용감하고 선한 자에게서 용감한 자가 내려온다"(오데스, 4장, 4절, 29절)라는 말과 셰익스피어의 희곡 '심벨린' 에서 "겁쟁이는 겁쟁이를 낳고, 비열한 자는 비열한 자를 낳는다"(4장, 2절)라는 대사를 인용하여 자신의 유전적 주장을 강화한다. 기계론적으로 쇼펜하우어는 사람은 어머니를 통해 지성을, 아버지를 통해 인격을 물려받는다고 믿었다. 이러한 특성의 유전성에 대한 믿음은 쇼펜하우어의 사랑에 대한 관점에 영향을 미쳤으며, 사랑을 가장 중요한 가치로 여겼다. 쇼펜하우어에게 "희극적이든 비극적이든 모든 사랑의 궁극적 목적은 인간 삶의 다른 어떤 목적보다 실로 중요하다. 모든 것이 좌우하는 것은 다름 아닌 다음 세대의 구성이다. … 지금 이 순간 위태로운 것은 어느 한 개인의 행복이나 불행이 아니라, 앞으로 올 인류의 행복이나 불행이다." 우리가 사랑하기로 선택한 종(種)의 중요성에 대한 이러한 관점은 우생학, 즉 좋은 교배에 대한 그의 견해에도 반영되어 있습니다. 쇼펜하우어는 다음과 같이 썼다.

성격과 정신 능력 모두 완전히 변하지 않는다는 우리의 지식으로 인해, 우리는 인류의 실질적이고 철저한 개선은 외부에서가 아니라 내부에서, 이론과 교육이 아니라 세대를 거쳐야 가능하다는 관점에 이르게 된다. 플라톤은 그의 저서 국가 5권에서 전사 계급을 늘리고 개선하기 위한 계획을 설명할 때 이와 유사한 것을 염두에 두었다. 만약 우리가 모든 악당을 거세하고 모든 어리석은 바보들을 수도원에 가두고, 고귀한 인격을 가진 남자들에게는 하렘을 주고, 지성과 이해력을 갖춘 모든 여성들에게는 남자, 아니, 철저한 남자들을 구할 수 있다면, 페리클레스 시대보다 더 나은 시대를 만들어낼 세대가 곧 등장할 것이다.

다른 맥락에서 쇼펜하우어는 자신의 우생학 명제를 반복했다. "만약 당신이 유토피아적 계획을 원한다면, 나는 이렇게 말하고 싶다. 문제에 대한 유일한 해결책은 진정한 귀족, 진정한 귀족의 현명하고 고귀한 구성원들의 전제주의이며, 가장 관대한 남성과 가장 똑똑하고 재능 있는 여성을 결합시킴으로써 달성된다. 이 제안이 나의 유토피아이자 플라톤적 공화국을 구성한다." 분석가들(가령 키스 앤셀-피어슨)은 쇼펜하우어의 반평등주의적 감정과 우생학에 대한 그의 지지가 처음에 쇼펜하우어를 자신의 스승으로 여겼던 프리드리히 니체의 신귀족 철학에 영향을 미쳤다고 제안한다.

### 동물권
일원론적 철학의 결과로 쇼펜하우어는 동물 복지와 권리에 대해 매우 염려했다. 그에게 인간을 포함한 모든 개별 동물은 본질적으로 근본적인 의지의 현상적 표현이다. 그에게 "의지"라는 단어는 힘, 능력, 충동, 에너지, 욕망을 나타낸다. 이는 모든 외부 사물의 본질과 우리 자신의 직접적이고 내적인 경험을 모두 나타낼 수 있는 가장 가까운 단어이다. 모든 생명체는 의지를 가지고 있기 때문에 인간과 동물은 근본적으로 동일하며 서로에게서 자신을 인식할 수 있다. 이러한 이유로 그는 선한 사람은 우리의 동료 고통자인 동물에게 동정심을 가질 것이라고 주장했다.
동물에 대한 연민은 선한 성격과 밀접하게 연관되어 있으며, 살아있는 생물에게 잔인한 사람은 선한 사람일 수 없다고 자신 있게 주장할 수 있다.— 도덕의 기초에 관하여, 19절

동물과 인간 현상의 본질적 본질의 동일성을 인식하는 데 동물학과 해부학을 연구하는 것보다 더 확실하게 이르는 것은 없다.— 도덕의 기초에 관하여, 8장

동물에게 권리가 없다는 가정과 우리가 동물을 대하는 방식이 도덕적 의미를 갖지 않는다는 착각은 서구 사회의 조잡함과 야만성을 여실히 보여주는 터무니없는 사례이다. 보편적 연민만이 도덕을 보장하는 유일한 방법이다.— 도덕의 기초에 관하여, 8장

1841년,  그는 런던에 동물 학대 방지 협회 가 설립되고 필라델피아에 동물 친구 협회가 설립된 것을 칭찬했다. 쇼펜하우어는 동물을 지칭할 때 "그것"이라는 대명사를 사용하는 것에 대해 항의하기까지 했다. 왜냐면 그것이 동물을 마치 무생물처럼 취급하는 결과를 초래하기 때문이다. 쇼펜하우어는 자신의 주장을 뒷받침하기 위해 총에 맞은 원숭이의 눈빛에 대한 일화와 사냥꾼에게 어미를 잃은 아기 코끼리의 슬픔에 대한 일화를 언급했다.
쇼펜하우어는 자신의 애완용 푸들 시리즈에 매우 애착을 가졌다. 그는 동물이 인간을 만족시키는 단순한 수단이라는 바뤼흐 스피노자의 믿음을 비판했다. 팀 마디건은 쇼펜하우어가 허풍스러운 말에도 불구하고 동물의 고통에 관심을 가진 동정심 많은 인물이었다고 썼다.
철도가 가져다주는 가장 큰 혜택은 수백만 마리의 짐마차 말이 비참한 삶을 살지 않도록 보호해 준다는 것이다.— 여록과 보유, 171 페이지

## 영향

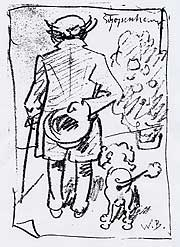
화가 빌헬름 부쉬가 그린 쇼펜하우어와 푸들.

쇼펜하우어는 철학분야 보다도 그 외의 과학분야, 예술분야에 더욱 큰 영향을 끼쳤다. 1852년에 영국의 존 옥센포드라는 사람이 <웨스트민스터 리뷰> 4월호에 쇼펜하우어 사상에 대한 글을 기고했다. 존 옥센포드는 에커만이 쓴 괴테와의 대화 등을 영어로 번역한 번역가이기도 했다. 이후 영국에 쇼펜하우어가 알려졌고, 영국의 토마스 칼라일, 찰스 다윈같은 영어권 지식인들이 쇼펜하우어를 탐구했다. 쇼펜하우어가 노년기에 읽은 글 중에는 <타임스>에 실린 <종의 기원>에 관한 서평이 있다. 독일의 철학자 다비트 아셔는 쇼펜하우어에 대한 글을 써서 쇼펜하우어를 감동시켰다. 아셔는 쇼펜하우어와 편지교환을 자주 했는데 쇼펜하우어로부터 30여통의 편지를 받았다. 아셔는 <쇼펜하우어와 다윈주의>라는 논고도 발표했었다. 찰스 다윈은 이 논고를 읽다가 아셔가 인용한 쇼펜하우어의 글들을 자신의 저서 <인간의 유래와 성선택>에 인용하기도 했다. 다비트 아셔는 쇼펜하우어가 주장한 '의지'이론과 유사한 다윈의 '자연선택' 등의 개념이 결국엔 세상 사람들에게 널리 받아들여질 것이라고 생각했다.
'아르투어'는 영어로는 '아서'(Arthur)가 되는데 이것은 사업가였던 쇼펜하우어의 아버지가 아들을 사업가로 키우고자 영국친화적인 이름을 아들에게 지어준 것이었다. 이 때문에 영국에서 화제가 되기도 했다. 미국에까지 전파되어 고독한 생활을 추구한 헨리 데이비드 소로우나 랄프 왈도 에머슨은 자신의 저서에 쇼펜하우어의 글을 인용했고 인간에게는 무엇보다 틀에 박힌 것을 혐오하는 개성이 중요하다고 강변했고 에머슨은 불교와 우파니샤드에 관심이 많아졌다.
음악가 리하르트 바그너는 자신의 트리스탄과 이졸데는 쇼펜하우어의 사상에 대한 답변이라고 말하기도 했다. 이런 말은 1859년에 나왔는데, 쇼펜하우어는 바그너에게 무관심했으므로 바그너가 그런 말을 했는지도 몰랐을 것이라고 알려져 있다. 1854년에 친구이자 시인인 게오르그 헤르베크가 '의지와 표상으로서의 세계'를 들고 바그너를 찾아갔다. 헤르베크는 바그너에게 쇼펜하우어에 대한 이야기를 하면서 추천해주었다. 바그너는 이것을 한 번 읽었고 감동받았다. 바그너는 의지와 표상으로서의 세계를 1년 동안 4번이나 통독한 것으로 잘 알려져있다. 바그너는 자신의 작품 니벨룽겐의 반지와 '존경하는 마음과 함께'라는 자필 헌사를 보냈으나 쇼펜하우어는 어떤 답장도 바그너에게 보내지 않았다. 쇼펜하우어는 바그너의 작품인 방황하는 네덜란드인을 바그너와 함께 관람한 적도 있는데 쇼펜하우어는 흥미를 잃고 말았다. 쇼펜하우어는 바그너에 대해서 '바그너는 음악이 뭔지 잘 모르는 인간이다'라고 말했다고 한다. 그 이후로도 평생 동안 쇼펜하우어를 존경했다.

쇼펜하우어 찬미자였던 19세기 독일의 철학자 에두아르트 폰 하르트만은 자신의 저서 <무의식의 철학>에서는 쇼펜하우어의 심리학적인 주장을 획기적으로 발전시켰다. 프로이트는 정신분석학의 기초에 해당하는 '억압'에 대해서 자신보다 먼저 쇼펜하우어가 잘 설명했다는 것을 인정했다. 근대 심리학자들에게 큰 영감을 선사했으며 심리학이 정식 학문으로서 자리잡기 전에 심리학적인 주장을 철학서적에서 펼쳤던 쇼펜하우어는 이렇게 말했다. "물을 산소와 수소로 분해한 라부아지에의 작업이 화학의 발전에 기여했다면 매우 오랜 세월 동안 분석되기 어려웠던 "자아 혹은 영혼"이라 불리는 것을 이질적인 두 가지 성분[의지와 지성]으로 분해하는 작업은 철학의 발전에 기여한다." 분석심리학의 창시자 카를 융은 자신의 자서전에서 헤겔의 거만한 문체보다는 쇼펜하우어의 사상을 탐구한 것이 가장 큰 도움이 되었다고 밝혔다. 
"헤겔은 난해하고 거만한 문체로 나를 겁먹게 해서 나는 노골적인 불신감으로 헤겔을 대했다 헤겔은 마치 자신의 언어구조 속에 갇혀 그 감옥에서 거드름을 피우는 몸짓으로 돌아다니고 있는 사람처럼 보였다."

"나의 탐구가 가져다 준 가장 큰 결실은 쇼펜하우어였다. 쇼펜하우어는 눈에 보이도록 여실히 우리를 둘러 싸고 있는 고통과 고난에 대해서 처음으로 이야기한 사람이었다. 다른 모든 사람들은 이것을 주목하지 않는 것 같았다."— 카를 융 자서전

아마도 쇼펜하우어의 영향을 가장 크게 받은 분야는 문학계일 것이다. 러시아의 소설가인 톨스토이, 이반 투르게네프, 도스토옙스키 프랑스의 작가 마르셀 프루스트, 에밀 졸라 그리고 독일 작가 토마스 만, 헤르만 헤세, 프란츠 카프카, 영미권 작가인 토마스 하디, 조지프 콘래드같은 사람들은 모두 자신들의 창작에 쇼펜하우어의 사상이 큰 도움이 되었다고 인정했다. 헤르만 헤세의 작품을 보면 불교적 색채가 강한 것을 알 수 있는데 이를 두고 쇼펜하우어의 사상이 반영된 것이라고 평가받기도 한다. 쇼펜하우어의 이름이 톨스토이의 작품 안나 카레니나와 토마스 하디의 '테스' 등의 소설에서 나타나기도 했다.

노벨문학상을 받은 프랑스의 앙드레 지드는 자서전에서 이런 말을 남겼다.
"나는 쇼펜하우어로부터 위로를 받았다. 표현할 수 없는 기분으로 의지와 표상으로서의 세계를 자세히 읽어나갔고 자주 읽었다. 다른 모든 것들이 나의 주의를 뺏지 못할 정도로 집중해서 읽었다. 스피노자나 니체같은 철학자들의 책도 읽었다. 내가 철학에 빠진 계기는 쇼펜하우어 덕분이며 오로지 쇼펜하우어 덕분이었다. 쇼펜하우어보다 헤겔을 더 좋아하는 인간이 있다는 것은 황당한 일이다."

톨스토이는 유일하게 쇼펜하우어의 초상화만을 집에 걸어두었다고 한다. 톨스토이는 장편소설 <전쟁과 평화>를 탈고하기 직전인 1869년 여름에 자신의 친구이자 쇼펜하우어 책을 번역한 아파나시 페트(본명:페트 센신)에게 다음과 같은 편지를 보냈다.
"이번 여름에 내가 뭘 했는지 알고계십니까? 나는 쇼펜하우어를 읽으며 강력한 기쁨을, 여태껏 한 번도 몰랐던 감동을 만끽했습니다. 나는 쇼펜하우어의 모든 책을 모조리 구해서 읽었고 자주 읽고 있습니다. 쇼펜하우어의 강의를 수강한 여느 학생도 내가 이번 여름에 발견한 것보다 더 많은 것을 생각하고 배우지 못했으리라고 나는 확신합니다. 앞으로 나의 이런 의견이 언제 변할지는 모르겠지만, 지금 나는 쇼펜하우어야말로 모든 인간들 중에 위대한 천재에 속한다고 생각합니다. 언젠가 당신은 쇼펜하우어가 철학적 주제들을 다룬 무언가를 썼다고 말해주셨습니다. 그게 무엇인가요? 그것은 경이롭고도 생생하게 성찰되는 온전한 세계입니다. 나는 벌써부터 쇼펜하우어의 글을 번역하기 시작했습니다. 나와 함께 번역에 참여하시겠습니까? 쇼펜하우어의 책을 많이 읽는 나는 어째서 아직도 쇼펜하우어가 그토록 세상 사람들에게 덜 알려졌는지 이해가 안됩니다. 그 이유란 아마도, 쇼펜하우어가 토로했듯이 세계에는 하찮은 인간들로 가득하기 때문이겠지요.

단편 작가로 유명한 프랑스의 모파상, 러시아의 안톤 체호프, 영국의 윌리엄 서머싯 몸, 아르헨티나의 보르헤스 등도 쇼펜하우어의 영향을 받았다. 문학가들에 대한 쇼펜하우어의 영향은 20세기에도 지속되었다. 쇼펜하우어의 이름은 안톤 체호프의 희곡에 많이 나타났는데, 체호프 이후에도 쇼펜하우어의 영향은 조지 버나드 쇼, 루이지 피란델로, 사무엘 베케트 등의 희곡 작품에서 나타나기도 했다. 예술 분야에서 이 정도로 이야기될 수 있는 철학자는 별로 없다. 예술, 예술가들에게 큰 영향을 끼쳤다는 칼 마르크스조차도 쇼펜하우어에 견줄 수는 없다. 당연히 쇼펜하우어는 철학자들에게도 영향을 끼쳤다. 프리드리히 니체는 자신이 철학자가 된 계기는 쇼펜하우어 때문이라고 말했다. 그의 의지 중심적인 철학은 의지와 표상으로서의 세계에 지대한 영향을 받았다.

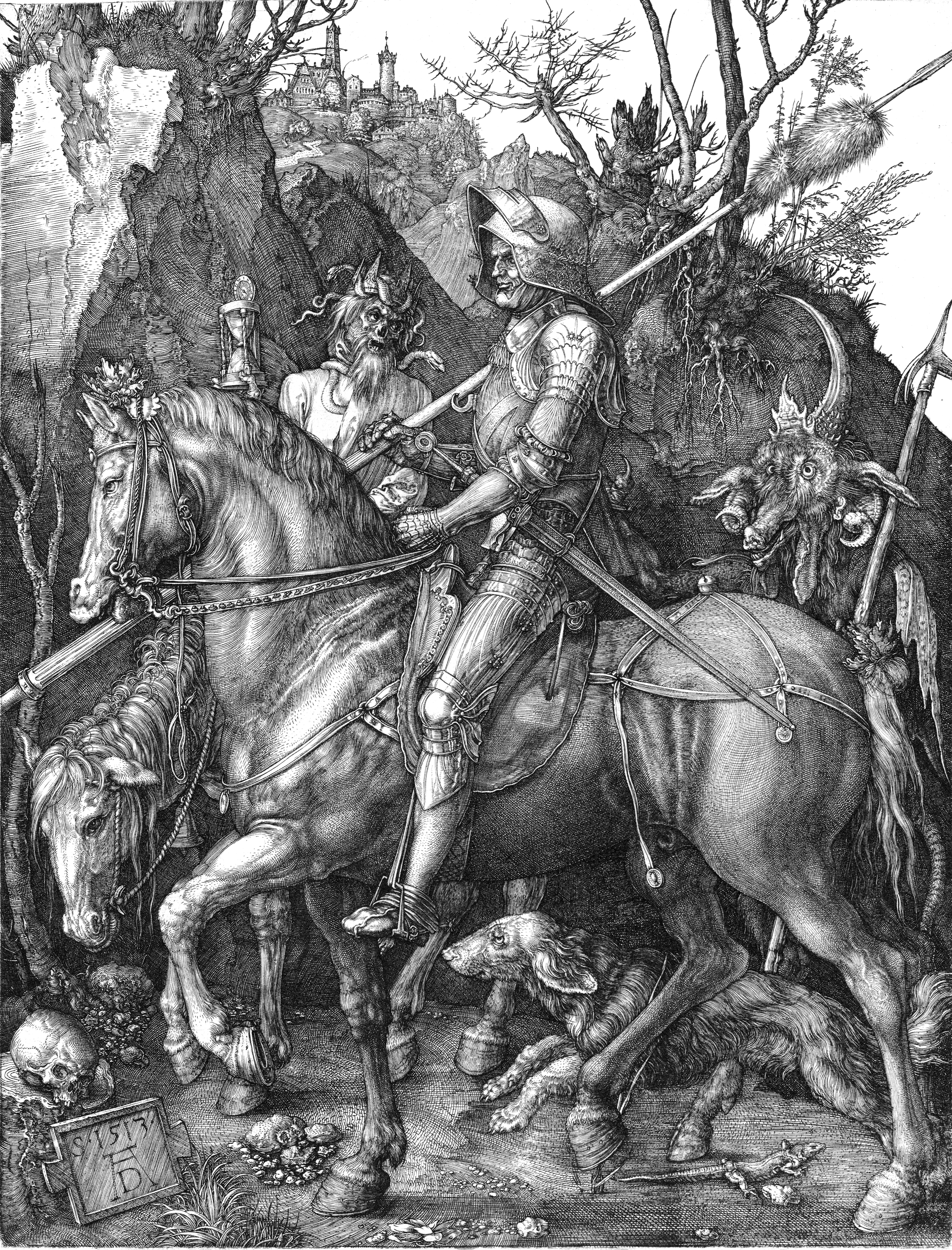
알브레히트 뒤러의 '기사, 죽음 그리고 악마'

니체는 <비극의 탄생>에서 다음과 같이 쇼펜하우어를 평가한다. 
"오늘날 문화가 이토록 천박하지고 황폐해지는 시대 속에서 우리는 기운찬 줄기와 가지를 내뻗을 수 있는 생명력을 지닌 뿌리 하나라도, 비옥하고 건강한 토양 한 줌이라도 찾으려고 헛되이 애쓴다. 그러나 도처에는 먼지와 모래뿐이니 모든 것은 마비되고 탈진해서 죽어간다. 이런 상태에서 마음 한 자락 둘데 없이 고독한 인간이 선택할 수 있는 최선의 자기상징은 뒤러가 그려서 우리에게 보여주는 '죽음과 악마와 동행하는 무장 기사'이다. 무쇠처럼 굳센 눈빛과 철갑옷으로 무장한 이 기사는 자신의 끔찍한 동행자들도 아랑곳하지 않고 어떤 희망도 품지 않으면서 자신의 말을 타고, 자신을 따르는 개와 함께 험난한 길을 혼자서 고독하게 걸을 줄 안다. 뒤러가 묘사한 이 기사가 바로 우리의 쇼펜하우어와 같다. 그는 모든 희망을 잃고도 진리를 추구했다."

20세기 전반부에 철학자 비트겐슈타인은 쇼펜하우어의 사상을 바탕으로 자신의 철학을 시작했다.
독일 철학자 파울 도이센(Paul Deussen)은 프리드리히 니체의 친구로 유명한 사람인데 이 사람은 쇼펜하우어 전집 출판에 힘을 썼고, 쇼펜하우어학회를 만들어 활동했다. 인도철학과 우파니샤드에 대한 연구자로서 큰 평가를 받고 있다. 도이젠은 직접 인도로 여행을 갔고 이에 대한 여행기를 남기기도 했다. 도이젠은 플라톤, 칸트, 인도철학, 쇼펜하우어에 대한 저서를 남겼고 학자로서 부지런히 활동했다.
쇼펜하우어가 살았던 시대에 속하는 19세기 전반에 쇼펜하우어는 무시 당했다. 그런데 19세기 후반에는 가장 유명하고도 영향력 있는 철학자가 되었다. 20세기 전반에는 쇼펜하우어의 사상이 난해하다고 무시되기도 했고, 일부 철학 교사들조차 쇼펜하우어의 저서를 탐구하려 하지 않았다. 그러나 오늘날 쇼펜하우어가 다시 주목받고 있다. 쇼펜하우어는 20세기 모든 철학자 중에서 가장 중요한 한 사람인 비트겐슈타인에게 명백한 영향을 끼쳤기 때문이다.
영국의 철학자 버트런드 러셀은 다음과 같이 평했다. "쇼펜하우어는 이례적으로 국가주의에 얽매이지 않았고 독일의 작가들을 훤히 잘 알았던 만큼이나 영국과 프랑스의 작가들에 대해서도 능통했다. 여타 철학자들보다도 믿음직한 철학을 추구한 예술가와 문학가들에게 쇼펜하우어가 끼친 영향은 막대했다." "쇼펜하우어는 '의지'라는 개념을 강조하면서 철학을 전개했다. 그런데 쇼펜하우어는 비록 의지를 메타자연학의 토대로 삼았어도 윤리적으로는 악으로 간주했다. 그렇게 악한 의지는 염세주의자에게는 적대적인 것을 수밖에 없었다. (중략) 쇼펜하우어의 의지 이론은 많은 철학자들에게 수용되었는데 특히 독일의 니체나 프랑스의 철학자 앙리 베르그송, 미국의 철학자 존 듀이, 미국 심리학자 윌리엄 제임스 등에게 적극적으로 수용되었다. 루소와 칸트가 그와 유사한 의지이론을 준비했지만 그토록 순수한 의지이론을 가장 먼저 설파한 철학자는 쇼펜하우어였다."
영국의 철학자 칼 포퍼는 자신의 아버지 서재에 쇼펜하우어와 찰스 다윈의 사진이 걸려 있었다고 회고했다. 칼 포퍼는 에르빈 슈뢰딩거를 언급하기도 하는데 잘 알려져 있듯이 슈뢰딩거는 쇼펜하우어의 사상을 수용했다고 말한다. 칼 포퍼는 자신의 책 이름을 짓는 일에 쇼펜하우어가 지은 이름에서 영감을 받았다고 말한다. 칼 포퍼는 자신의 아버지 서재에는 웬만한 철학서적은 대부분 있었다고 한다. 그래서 자연스럽게 여러 책을 읽다가 칸트의 순수이성비판을 만났는데 칸트의 글이 무슨 뜻인지 몰라서 전혀 이해할 수가 없었지만 쇼펜하우어의 여러 저서들을 읽었고 그 덕분에 칸트의 책도 제대로 읽을 수 있었다고 한다. 의지와 표상으로서의 세계라는 책은 자신이 태어나서 최초로 진지하게 읽고 공부한 두꺼운 철학서적이라고 말했다.

## 에피소드
25세의 쇼펜하우어는 어머니의 살롱에서 만난 인물 중에 괴테에게 가장 매혹되었다. 이들의 만남은 예나의 어느 연회장에서 이루어졌다. 연회에 참석한 여성 몇몇이 쇼펜하우어를 놀려대며 구시렁대는데도 쇼펜하우어는 고민하는 표정을 지은 채로 사색에 몰두하고 있었다. 그때 고상하게 보이는 괴테가 킥킥대는 여성들에게 다가가서 왜 그러냐고 물었다. 여성들의 대답을 들은 괴테는 이렇게 타일렀다. "쇼펜하우어를 그냥 나둬. 쇼펜하우어는 우리가 도무지 범접할 수 없을만큼 위대해질 테니까" 괴테는 쇼펜하우어만 자신의 집으로 조용히 불러서 함께 시간을 보내기도 했다. 쇼펜하우어는 괴테를 매우 존경했고 괴테는 쇼펜하우어에 대해 "속을 알 수 없는 인물"로 생각하기도 했다.
쇼펜하우어는 오랜 세월 동안 과민한 성향을 지니고 있었다. 쇼펜하우어가 6살이던 시절에 "닭똥같은 눈물을 흘리며 서럽게 우는 아들"을 산책에서 돌아온 부모님이 발견했다. 왜냐하면 부모가 자신을 집에 버리고 떠났다고 확신했기 때문이다. 또한 성인 시절에는 밤에 잠자다가 미미한 잡음만 들려도 벌떡 일어나서 권총을 집어들었다. 쇼펜하우어는 자신의 수염을 면도해주는 이발사를 전혀 신뢰하지도 않았었다. 전염병에 민감하여 결벽증도 있었던 것 같다. 외식하러 갈 때도 다른 사람들이 사용한 잔을 사용하지 않으려고 자신이 준비한 잔을 가져가서 사용했다. 자신의 재산 관련 계산서나 수표에도 결코 독일어를 쓰지 않았다. 자신의 지출내역 관련 기록은 영어로 기록했고 자신의 사업서류들을 그리스어나 라틴어로 쓰기도 했다. 자신의 귀중품들을 비밀장소에 숨겨뒀고 강도를 피하려고 가짜이름표를 만들어 붙이기도 했다. 자신의 채권들을 엉뚱한 문서에 숨기기도 했다. 쇼펜하우어는 자신의 이런 성향을 인정하고 절망하기도 했고 졸렬한 인간으로 보이게 만들었다. 이것은 고치기 어려운 고질적인 성향으로 추정된다.
쇼펜하우어는 평생 동안 고전철학과 고전문학을 집중해서 읽었다. 철학서적과 과학서적이나 문학을 가리지 않고 다양하게 읽었다. 이탈리아 작가들 중에는 단테, 아리오스토, 마키아벨리 등도 좋아했지만 특히 페트라르카를 가장 좋아하며 그의 시는 무척 감명깊게 읽었다고 한다. 쇼펜하우어는 어떤 책에 대한 피상적인 해설서나 번역서들을 경멸했다. 그러면서도 쇼펜하우어 본인은 번역을 즐기기도 했는데 괴테의 파우스트 구절을 영어로 번역하여 호평을 받기도 했다. 세르반테스의 돈키호테를 스페인어로 읽었고 스페인 작가 발타자르 그라시안의 책을 독일어로 번역하기도 했다. 헤겔같은 교수들이 영국 사상가들의 책을 제대로 연구도 안하며 엉터리 번역서나 참고하는 사기꾼들이라고 비난할 정도로 번역을 혐오했던 것은 사실이다.
쇼펜하우어와 편지를 주고받으며 교류하던 로베르트 호른슈타인이라는 음악가가 1855년에 쇼펜하우어 자택을 방문했다. 이 사람은 리하르트 바그너의 제자인 젊은 작곡가였다. 나중에 이 사람은 《쇼펜하우어에 대한 회상》이라는 책을 남겼다. 호른슈타인은 이 책에서 스승 바그너가 쇼펜하우어에게 얼마나 빠져 살았는지를 생생하게 그렸다. 호른슈타인은 이렇게 말했다. '바그너가 쇼펜하우어에 대해 말할 때와 같은 열정으로 다른 예술가나 예술분야의 권위자들을 칭찬하는 것을 한 번도 들은 적이 없다'
쇼펜하우어가 프랑크푸르트에서 살 때였다. 소설가 '요한나 쇼펜하우어'의 아들이라는 사실이 동네 주민들에게 알려져 화제가 되기도 했다. 쇼펜하우어는 청년시절부터 입어 온 유행이 지난 외투를 입고 다녔다. 이런 쇼펜하우어의 독특한 모습과 쇼펜하우어의 애완견인 푸들 '아트만'은 프랑크푸르트의 명물이 되었다. 쇼펜하우어는 항상 이런 식의 차림으로 애완견을 데리고 다니며 산책을 했다. 칸트의 성실한 산책 이야기가 쾨니히스베르크 사람들 사이에 회자되었듯이 애완견과 같이 산책하는 쇼펜하우어의 모습이 마치 인격이 좋은 주인과 충직한 애완견처럼 보여서 유명해졌다. 쇼펜하우어는 아무리 날씨가 나빠도 웬만하면 평안한 기분으로 일정한 시간 동안 산책을 꼬박꼬박 했다. 쇼펜하우어는 큰소리로 혼잣말을 하면서 걸어다닐 때가 자주 있었기 때문에 길을 걷던 동네 주민들은 가끔 의아한 표정으로 뒤돌아보기도 했다.
쇼펜하우어는 거의 매일 점심밥을 먹고 나서 플루트를 불었다고 한다. 프리드리히 니체는 자신의 저서 《선악의 피안》에서 쇼펜하우어와 플루트에 대해서 언급했다. 쇼펜하우어는 음악에 조예가 깊었다. 이 사실은 쇼펜하우어가 청년 시절부터 악보를 술술 읽고 모차르트 음악 연구에 몰두한 일에서도 알 수 있다. 의지와 표상으로서의 세계에서 '음악의 형이상학'이라는 형식으로 자신의 음악철학을 논하고 있다는 것은 주목할 만한 일이다. 바그너는 베토벤 기념 논문인 '베토벤'에서 이렇게 말한다. '쇼펜하우어는 음악이 문학이나 조형예술 등과는 전혀 다른 특징이 있다고 주장한다. 그리고 처음으로 철학적으로 명쾌하게 음악이 다른 예술분야들 사이에서 차지하고 있는 위치를 확인하고 이렇게 썼다'

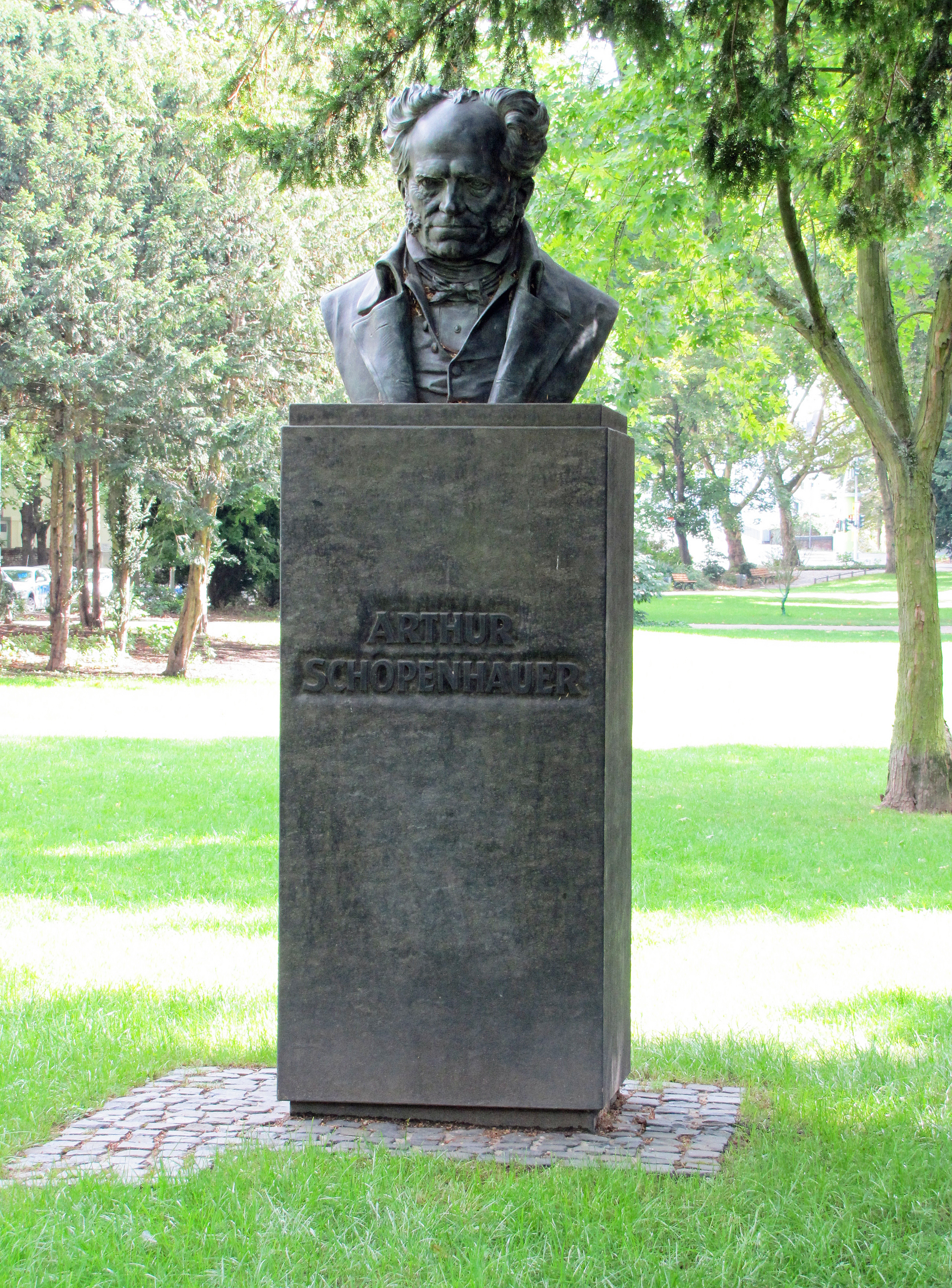
프랑크푸르트에 세워진 쇼펜하우어 흉상.

덴마크의 사상가 키에르케고르의 '절망'이라는 말과 쇼펜하우어의 '고뇌'라는 말은 서로 통하는 부분이 있다. 키에르케고르는 말년에 쇼펜하우어의 사상을 알게 되었다. 키에르케고르가 남긴 많은 일기 속에는 쇼펜하우어의 사상에 대한 감격적인 글들이 남아있다. 키에르케고르의 《순간》이라는 책에는 쇼펜하우어의 이름이 직접 언급되지는 않았지만 쇼펜하우어의 영향을 받은 흔적이 곳곳에 드러나 있다. 헤겔에 대한 비판, 맹목적인 낙천주의, 근대과학의 오만함에 대해서 비판적이었던 것은 키에르케고르와 쇼펜하우어의 공통점이다. 키에르케고르는 죽기 2년 전에, 그러니까 1853년 정도에 쇼펜하우어의 책을 읽었다고 한다.
1850년대 중반의 일이다. 독일 브레슬라우대학교의 켈바 선생은 '쇼펜하우어의 사상과 자연과학의 관계'라는 주제로 강의를 하기도 했다. 이탈리아에서도 쇼펜하우어에 대한 비평과 책들이 출판되었다. 영국에서는 쇼펜하우어 책의 일부가 편역되어 떠돌았고 프랑스에서도 번역본이 나왔다. 특히 쇼펜하우어의 철학서적 보다는 통속적이고 명쾌한 문학적 재치가 돋보이는 '여록과 보유'라는 책이 더 인기를 끌었다. 쇼펜하우어의 자택에는 손님이 끊이지 않았다. 독일의 극작가 프리드리히 헤벨도 이 시기에 쇼펜하우어를 방문했다. 이름을 밝히지 않고 존경과 칭찬의 편지를 쇼펜하우어에게 보낸 사람도 꽤 있었다. 1858년에는 쇼펜하우어의 70살 생일 잔치가 열렸고 이 때에 쇼펜하우어의 명성은 절정에 달했다. 독일 작가 테오도어 폰타네의 절친 빈케라는 사람은 쇼펜하우어에게 은으로 만든 잔을 생일 선물로 주었다. 괴테의 며느리였던 오틸리에 괴테는 쇼펜하우어에게 책 출판에 대한 축하 편지를 썼다. 오틸리에 괴테는 쇼펜하우어의 여동생과도 친했고 쇼펜하우어가 젊었을 때부터 괴테와 더불어 쇼펜하우어를 응원해준 몇 안되는 사람중 하나였다. 쇼펜하우어는 그 편지를 받고 오틸리에 괴테에게 감격에 찬 답장을 보내기도 했다.
마그데부르크의 법률고문관으로 재직한 프리드리히 드루그트는 쇼펜하우어의 논문과 저서들에 감격하여 쇼펜하우어의 철학을 지인들에게 널리 알리고 다녔다. 쇼펜하우어를 찾아와 수제자가 된 율리우스 프라우엔슈타트는 쇼펜하우어 사후에 유고를 정리하여 《토론의 법칙》이라는 책을 출판했고 쇼펜하우어 전집을 출판했다. 사법관이었던 아담 도스라는 사람은 어린 나이인데도 쇼펜하우어의 철학을 공부했는데 쇼펜하우어는 이것에 만족스러웠다고 한다.

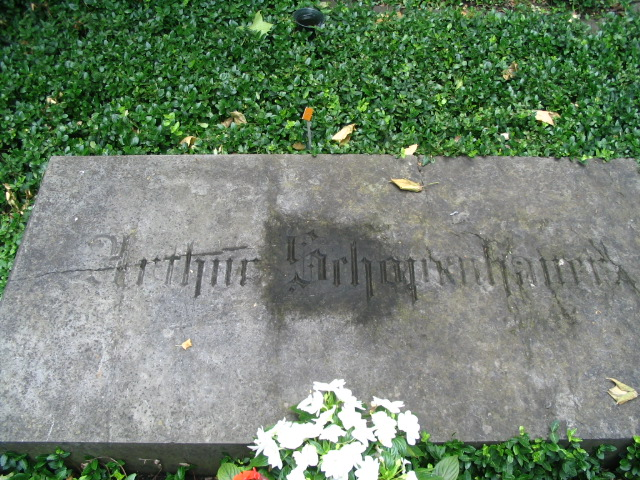
프랑크푸르트의 쇼펜하우어 화강암 무덤

쇼펜하우어와 의형제처럼 친하게 지냈던 변호사 빌헬름 그비너라는 사람이 있었다. 이 사람은 쇼펜하우어의 책을 읽고 감격하여, 먼저 찾아와 진지한 이야기를 해서 쇼펜하우어와 친해진 사람이었다. 그비너는 쇼펜하우어의 유언을 집행했고 쇼펜하우어 집안의 유산을 유언에 따라 잘 처리하기도 했다. 쇼펜하우어는 평평한 화강암을 이용해 묘비를 만들어 줄 것을 생전에 희망했고 묘비에다가 자신의 이름 빼고는 아무것도 적지마라고 말했다. 이후에 그비너는 쇼펜하우어에 대한 전기를 최초로 쓰기도 했다. 이 시기에 조각가 엘리자베스 네이가 찾아왔는데 쇼펜하우어는 대리석으로 만들 흉상의 모델이 되어 달라고 부탁을 받았다. 이 흉상을 보고 쇼펜하우어는 만족스러워 했다. 이 흉상의 진품은 현재 미국 텍사스주 오스틴 시의 네이미술관에 있다.

어느날 쇼펜하우어는 폐렴 증세가 있었으나 평소대로 일찍 기상하여 쾌활하게 아침식사를 했다. 가정부는 항상 그랬듯이 집안을 환기시키느라 창문을 열어놓고 집밖으로 나갔다. 그리고 몇 분쯤 지나서 거실로 들어온 주치의는 소파에 등을 기대앉아 차분한 표정으로 죽어있는 쇼펜하우어를 발견했다. 1860년 9월 26일 쇼펜하우어의 시신이 안장된 무덤 앞에서 거행된 장례식의 참가인원은 별로 없었으나 그의 추종자들이 모였다. 어느 개신교 목사가 장례식을 주관하며 추도문을 낭독했고 이어서 쇼펜하우어의 절친인 빌헬름 그비너가 준비한 추도문을 낭독했다. 
"한 세대가 지나도록 우리가 살아가는 세계에서 함께 살았으면서도 여전히 낯선 이방인으로만 여겨지던 이토록 희귀한 고인의 관은 실로 비상한 감회들을 불러일으킵니다. 이 자리에 서있는 누구도 고인의 혈육이 아닙니다. 왜냐하면 고인은 혼자있기를 좋아하며 살았고 고독하게 세상을 떠났기 때문입니다. 그래도 우리는 지금 고인의 앞에 있는 무엇이든지 그렇듯이 일평생 고독을 감내한 고인을 이토록 뒤늦게나마 위로해줄 수 있기를 삼가 기원합니다. 우리가 '죽음의 캄캄한 어둠에 파묻혀 외롭게 방치되는 친구나 적을 바라볼 때에도 우리의 눈은 즐길 수 있는 향락거리를 찾기도 하지만 우리의 다른 모든 감정은 '생명의 원천들을 알고자 하는 욕망' 속에서 소진됩니다. 지식은 고인과 언제나 함께하면서 고인을 장수하도록 도와준 친구였습니다. 인생을 진지하게 대하고 진지하게 진리를 추구한 고인은 어렸을 때부터 세상의 껍데기같은 외면들을 무시했을 뿐더러 그러한 자신의 태도가 자신을 사회적으로 고립시킬 가능성마저도 개의치 않았습니다. 열정적인 심장을 지닌 이 심오한 사상가는 흥겹게 놀다가 돌연히 성난 아이처럼 일평생 쉬지 않고 내달리면서 고독했고 오해받았으되 스스로에겐 진실하기만 했습니다. 타고난 재능과 더불어 그것을 발휘하는 데 필요한 교육마저 충분히 받은 고인의 모험을 방해할 수 있는 것은 아무것도 없었습니다. 고인은 자신이 누리던 그런 (특히 아버지로부터 받은)특혜에 언제나 감사했습니다. 그래서 고인의 유일한 소망은 그런 특혜에 보답하는 것이었고 그런 소망을 실현하기 위한 사명을 추구하느라 평생 애썼습니다. 고인은 세상에서 설정했던 목표를 오랫동안 달성하지 못했습니다. 지금 고인의 이마에 씌워진 월계관은 고인의 인생이 황혼에 접어들고나서야 비로소 고인에게 수여된 것입니다. 고인의 확고한 신념은 애초부터 고인의 영혼에 뿌리박힌 것이었습니다. 고인은 오랜 세월 동안 남들에게 무시 당하면서도 꿋꿋하게 고결한 길을 걸었고 거기서 한 치도 벗어나지 않았습니다. 고인은 에스드라스(Esdras)에 기록된 '진리는 다른 모든 것보다도 위대하고 우월하다'는 명제를 명심하여 고생하다가 어느덧 백발 노인이 된 것입니다."

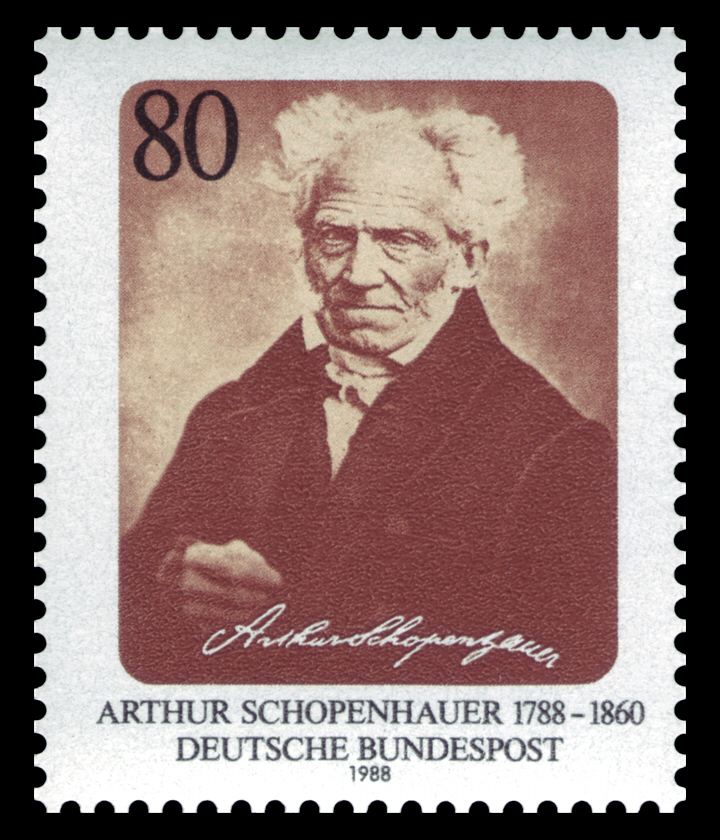
쇼펜하우어 탄생 200주년 기념우표

## 주요 저서
- 《충족이유율의 네 겹의 뿌리에 관하여》(Über die vierfache Wurzel des Satzes vom zureichenden Grunde) - 철학 박사 논문. 이 책에서 쇼펜하우어가 의도하는 것은 칸트의 이성비판이 이룬 결과가 헤겔같은 철학교수들에 의해 왜곡되고 있음을 비판한다. 그리고 당대의 유행하던 철학사조를 강력히 비판한다. 쇼펜하우어는 칸트가 오류를 범한 점을 지적하며 칸트의 오류를 보완하는 자신의 이론을 제시한다. 이런 점에서 자신의 철학적 의도를 이 책에서 잘 보여주고 있다.
- 《의지와 표상으로서의 세계》 (Die Welt als Wille und Vorstellung) I, II. - 쇼펜하우어의 철학 주저. 고전으로 자리잡은 이 책은 쇼펜하우어가 청춘을 바쳐서 만들어낸 작품이고 쇼펜하우어는 이 책을 "일시적이고 헛된 이념을 좇아 사라져가는 자기 세대의 사람들이 아니라 후손들과 인류를 위해" 썼다며 대담한 선언을 했다. 서양 근대철학의 진수를 보여주는 이 책은 뛰어난 작품성에도 불구하고 사실 번역으로는 제대로 읽기가 불가능하기 때문에 많은 사람들에게 '의지'라는 개념이 오해받거나 외면받았다.
- 《윤리학의 두 가지의 근본 문제》(Die beiden Grundproblemeder Ethik) - '인간 의지의 자유에 관하여' '도덕의 기초에 관하여' 이 두 논문을 묶어 출판된 것임.
- 《여록과 보유》(Parerga und Paralipomena) - 한국에서 '인생론' 등의 이름을 달고 일부가 번역되어 출판되는 책이다. '소품과 부록' 이라고 불리기도 함. 외국에서도 "삶의 지혜"라는 식의 제목으로 소개되기도 하며 소책자나 편역본으로 주로 출판되고 있다. 온갖 유머와 문학적 재치가 돋보이고 인생에 대한 격언이 명쾌한 문체로 서술되어 있다. 이러한 이유로 독일어권에서 쇼펜하우어의 문장은 최고급 산문이자 탁월한 문학적 글쓰기로 평가받는다.
- 《시각과 색채에 관하여》 (Über das Sehen und die Farben)
- 《자연에서의 의지에 관하여》(Ueber den Willen in der Natur) 당대 자연과학의 연구 성과를 빠짐없이 기술했고 그 성과를 철학과 연결시킨 최초의 책으로 평가받는다. 독일 철학자 루트비히 포이어바흐는 칸트의 인간학이나 프리드리히 프리스의 인간학도 이루지 못한 사유의 인간학적 전회가 이 책에서 일어났다고 평가한다.[19]
- 《토론의 법칙》(Der handschriftliche Nachlass 라는 유고 중 일부이며 율리우스 프라우엔슈타트가 편집하여 출판했다. 한국어 제목은 출판사 임의로 지었음) - 이 책에서도 쇼펜하우어는 헤겔을 비난하며 인격이 저열한 사이비철학자 등의 간사한 주장 방식을 간파하는 법을 독자들에게 소개하고자 했다. "실제 토론에서 상대의 터무니없는 주장 방식을 간파하고 그것을 물리칠 수 있다" 라고 쇼펜하우어는 말한다. 국내에는 '논쟁에서 이기는 38가지 방법' '토론의 법칙' 등의 제목을 달고 출판되었다. 쇼펜하우어의 유고집은 분량이 꽤 상당하며 아르투르 휩셔가 편집하여 총 5권으로 출판한 바가 있다.[20]

### 한국어 번역서
- 쇼펜하우어. 《충족이유율의 네 겹의 뿌리에 관하여》. 김미영 옮김. 나남출판, 2010. - 김미영의 역서는 모두 완역본이다.
- 쇼펜하우어. 《의지와 표상으로서의 세계》. 홍성광 옮김. 을유문화사, 2015. - 2015년에 부록이 추가되어 개정판으로 나왔다.
- 쇼펜하우어. 《자연에서의 의지에 관하여》. 김미영 옮김. 아카넷, 2012.
- 쇼펜하우어. 《도덕의 기초에 관하여》. 김미영 옮김. 책세상, 2004.
- 쇼펜하우어. 《토론의 법칙》. 최성욱 옮김. 원앤원북스. 2016.
- 쇼펜하우어. 《쇼펜하우어의 행복론과 인생론》. 홍성광 옮김. 을유문화사, 2009. - 일부만 번역된 편역본이다.
- 쇼펜하우어. 《쇼펜하우어의 철학적 인생론》. 권기철 옮김. 동서문화사, 2016. - 편역본이며 내용에 오류가 약간있으나 무시하고 읽어도 지장없으며 책값이 매우 저렴하고 읽을거리가 많아 쇼펜하우어를 공부하는 초심자에게 추천할 만하다. 쇼펜하우어가 독일어 편역한 스페인의 발타자르 그라시안의 격언집이 첨부되어 있다.
- 쇼펜하우어. 《쇼펜하우어의 문장론》. 김욱 옮김. 지훈, 2005. - 쇼펜하우어의 <여록과 보유>에서 글쓰기 및 비평에 관한 부분만 솎아낸 책이며 일본어 중역서이지만 추천할 만하다.

- 헬런 짐먼. 《쇼펜하우어 평전》. 김성균 옮김. 우물이있는집, 2016(원서는 1876년 출판).

- 뤼디거 자프란스키. 《쇼펜하우어 전기》. 정상원 옮김. 꿈결, 2016. ㅡ 정상원의 번역은 매우 질이 좋으며 가장 추천할 만한 쇼펜하우어 평전이다.

## 같이 보기
- 반출생주의
- 바늘귀
- 혐신론
- 허무주의

### 참고 자료
한국에 쇼펜하우어의 평전류들이 별로 소개된 바는 없으나 해외 서적 중에는 꽤 많으며 다음과 같은 것들이 있다.
- Cartwright, David. Schopenhauer: A Biography, Cambridge University Press, 2010. ISBN 978-0-521-82598-6
- Frederick Copleston, Arthur Schopenhauer, philosopher of pessimism (Burns, Oates & Washbourne, 1946)
- O.F.Damm, Arthur Schopenhauer – eine Biographie, (Reclam, 1912)
- Kuno Fischer, Arthur Schopenhauer (Heidelberg: Winter, 1893); revised as Schopenhauers Leben, Werke und Lehre (Heidelberg: Winter, 1898).
- Eduard Grisebach, Schopenhauer – Geschichte seines Lebens (Berlin: Hofmann, 1876).
- D.W. Hamlyn, Schopenhauer, London: Routledge & Kegan Paul (1980, 1985)
- Heinrich Hasse, Schopenhauer. (Reinhardt, 1926)
- Arthur Hübscher, Arthur Schopenhauer – Ein Lebensbild (Leipzig: Brockhaus, 1938).
- Thomas Mann, Schopenhauer (Bermann-Fischer, 1938)
- Matthews, Jack, Schopenhauer's Will: Das Testament, Nine Point Publishing, 2015. ISBN 978-0-9858278-8-5. A recent creative biography by philosophical novelist Jack Matthews.
- Rüdiger Safranski, Schopenhauer und die wilden Jahre der Philosophie – Eine Biographie, hard cover Carl Hanser Verlag, München 1987, ISBN 978-3-446-14490-3, pocket edition Fischer: ISBN 978-3-596-14299-6.
- Rüdiger Safranski, Schopenhauer and the Wild Years of Philosophy, trans. Ewald Osers (London: Weidenfeld and Nicolson, 1989)
- Walther Schneider, Schopenhauer – Eine Biographie (Vienna: Bermann-Fischer, 1937).
- William Wallace, Life of Arthur Schopenhauer (London: Scott, 1890; repr., St. Clair Shores, Mich.: Scholarly Press, 1970)
- Helen Zimmern, Arthur Schopenhauer: His Life and His Philosophy (London: Longmans, Green & Co, 1876)